# FA-cupen 2016/2017
FA-cupen 2016/2017 var den 136:e säsongen av FA-cupen, som är den äldsta fotbollsturneringen i världen. Arsenal vann cupen och kvalificerade sig därmed för Europa League 2017/2018.
En ändring för säsongen var att man inför förlängning för kvartsfinaler och skrotar den, för FA-cupen, traditionella omspelsmatchen och låter matcherna avgöras över en match, omspel används däremot som förut för de tidigare omgångarna.

## Matcher

### Första omgången
I omgång 1 spelades det 56 matcher, 16 av dessa matcher var så kallade omspelsmatcher. Omgångens (med omspelsmatcherna räknade) målrikaste match var matchen mellan Dartford och Sutton United där det gjordes hela nio mål (3–6), Braintree Town stod för omgångens största vinst då man vann med 7–0 mot Eastbourne Borough, publikrikaste matchen spelades i Portsmouth, på Fratton Park mellan Portsmouth–Wycombe Wanderers, vilken hade 8 130 åskådare på plats.
| # | Datum0000 | Hemmalag | Resultat | Bortalag | Spelplats |  |
|   |           |          |          |          |           |  |
|   |           |          |          |          |           |  |
|   |           |          |          |          |           |  |

| 1           | 4 november 2016 | Millwall         | 1 – 0           | Southend United | The Den                                     |                                             |
| 19:45 UTC±0 | 19:45 UTC±0     | Mahlon Romeo 88′ | (0 – 0) Rapport |                 | London Publik: 4 502 Domare: Jmes Linington | London Publik: 4 502 Domare: Jmes Linington |
| 19:45 UTC±0 | 19:45 UTC±0     |                  |                 |                 | London Publik: 4 502 Domare: Jmes Linington | London Publik: 4 502 Domare: Jmes Linington |
| 19:45 UTC±0 | 19:45 UTC±0     |                  |                 |                 | London Publik: 4 502 Domare: Jmes Linington | London Publik: 4 502 Domare: Jmes Linington |

| 2           | 4 november 2016 | Eastleigh          | 1 – 1           | Swindon Town               | Ten Acres                                        |                                                  |
| 19:55 UTC±0 | 19:55 UTC±0     | Mikael Mandron 64′ | (0 – 0) Rapport | 69′ (str.) Michael Doughty | Eastleigh Publik: 3 312 Domare: Olivier Langford | Eastleigh Publik: 3 312 Domare: Olivier Langford |
| 19:55 UTC±0 | 19:55 UTC±0     |                    |                 |                            | Eastleigh Publik: 3 312 Domare: Olivier Langford | Eastleigh Publik: 3 312 Domare: Olivier Langford |
| 19:55 UTC±0 | 19:55 UTC±0     |                    |                 |                            | Eastleigh Publik: 3 312 Domare: Olivier Langford | Eastleigh Publik: 3 312 Domare: Olivier Langford |

| 3           | 5 november 2016 | Merstham | 0 – 5           | Oxford United                                                                | Moatside Stadium                           |                                            |
| 12:30 UTC±0 | 12:30 UTC±0     |          | (0 – 2) Rapport | 12′ Alex MacDonald 45′ Josh Ruffels 62′, 90′ Kane Hemmings 63′ Tyler Roberts | Merstham Publik: 1 920 Domare: John Brooks | Merstham Publik: 1 920 Domare: John Brooks |
| 12:30 UTC±0 | 12:30 UTC±0     |          |                 |                                                                              | Merstham Publik: 1 920 Domare: John Brooks | Merstham Publik: 1 920 Domare: John Brooks |
| 12:30 UTC±0 | 12:30 UTC±0     |          |                 |                                                                              | Merstham Publik: 1 920 Domare: John Brooks | Merstham Publik: 1 920 Domare: John Brooks |

| 4           | 5 november 2016 | Bolton Wanderers | 1 – 0           | Grimsby Town | Macron Stadium                             |                                            |
| 15:00 UTC±0 | 15:00 UTC±0     | Liam Trotter 20′ | (1 – 0) Rapport |              | Bolton Publik: 6 649 Domare: Trevor Kettle | Bolton Publik: 6 649 Domare: Trevor Kettle |
| 15:00 UTC±0 | 15:00 UTC±0     |                  |                 |              | Bolton Publik: 6 649 Domare: Trevor Kettle | Bolton Publik: 6 649 Domare: Trevor Kettle |
| 15:00 UTC±0 | 15:00 UTC±0     |                  |                 |              | Bolton Publik: 6 649 Domare: Trevor Kettle | Bolton Publik: 6 649 Domare: Trevor Kettle |

| 5           | 5 november 2016 | Bradford City              | 1 – 2           | Accrington Stanley                | Valley Parade                                   |                                                 |
| 15:00 UTC±0 | 15:00 UTC±0     | Séamus Conneely 72′ (sjm.) | (0 – 1) Rapport | Romuald Boco 30′ Jordan Clark 80′ | Bradford Publik: 4 985 Domare: Graham Salisbury | Bradford Publik: 4 985 Domare: Graham Salisbury |
| 15:00 UTC±0 | 15:00 UTC±0     |                            |                 |                                   | Bradford Publik: 4 985 Domare: Graham Salisbury | Bradford Publik: 4 985 Domare: Graham Salisbury |
| 15:00 UTC±0 | 15:00 UTC±0     |                            |                 |                                   | Bradford Publik: 4 985 Domare: Graham Salisbury | Bradford Publik: 4 985 Domare: Graham Salisbury |

| 6           | 5 november 2016 | Braintree Town                                                                                               | 7 – 0           | Eastbourne Borough | Cressing Road                              |                                            |
| 15:00 UTC±0 | 15:00 UTC±0     | Monty Patterson 6′ George Elokobi 11′, 83′ Oliver Muldoon 21′ Lee Barnard 68′, 74′ (str.) Simeon Akinola 88′ | (3 – 0) Rapport |                    | Braintree Publik: 645 Domare: Stephen Ross | Braintree Publik: 645 Domare: Stephen Ross |
| 15:00 UTC±0 | 15:00 UTC±0     | |                 |                    | Braintree Publik: 645 Domare: Stephen Ross | Braintree Publik: 645 Domare: Stephen Ross |
| 15:00 UTC±0 | 15:00 UTC±0     | |                 |                    | Braintree Publik: 645 Domare: Stephen Ross | Braintree Publik: 645 Domare: Stephen Ross |

| 7           | 5 november 2016 | Bury                 | 2 – 2           | AFC Wimbledon                   | Gigg Lane                                 |                                           |
| 15:00 UTC±0 | 15:00 UTC±0     | Hallam Hope 27′, 29′ | (2 – 0) Rapport | 61′ Lyle Taylor 67′ Tom Elliott | Bury Publik: 2 346 Domare: Jeremy Simpson | Bury Publik: 2 346 Domare: Jeremy Simpson |
| 15:00 UTC±0 | 15:00 UTC±0     |                      |                 |                                 | Bury Publik: 2 346 Domare: Jeremy Simpson | Bury Publik: 2 346 Domare: Jeremy Simpson |
| 15:00 UTC±0 | 15:00 UTC±0     |                      |                 |                                 | Bury Publik: 2 346 Domare: Jeremy Simpson | Bury Publik: 2 346 Domare: Jeremy Simpson |

| 8           | 5 november 2016 | Cambridge United  | 1 – 1           | Dover Athletic   | Abbey Stadium                                 |                                               |
| 15:00 UTC±0 | 15:00 UTC±0     | Piero Mingoia 38′ | (1 – 0) Rapport | 82′ Ricky Miller | Cambridge Publik: 2 620 Domare: Nick Kinseley | Cambridge Publik: 2 620 Domare: Nick Kinseley |
| 15:00 UTC±0 | 15:00 UTC±0     |                   |                 |                  | Cambridge Publik: 2 620 Domare: Nick Kinseley | Cambridge Publik: 2 620 Domare: Nick Kinseley |
| 15:00 UTC±0 | 15:00 UTC±0     |                   |                 |                  | Cambridge Publik: 2 620 Domare: Nick Kinseley | Cambridge Publik: 2 620 Domare: Nick Kinseley |

| 9           | 5 november 2016 | Charlton Athletic                            | 3 – 1           | Scunthorpe United | The Valley                                   |                                              |
| 15:00 UTC±0 | 15:00 UTC±0     | Ademola Lookman 34′, 83′ Johnnie Jackson 40′ | (2 – 0) Rapport | 52′ Tom Hopper    | London Publik: 4 123 Domare: Chris Sarginson | London Publik: 4 123 Domare: Chris Sarginson |
| 15:00 UTC±0 | 15:00 UTC±0     |                                              |                 |                   | London Publik: 4 123 Domare: Chris Sarginson | London Publik: 4 123 Domare: Chris Sarginson |
| 15:00 UTC±0 | 15:00 UTC±0     |                                              |                 |                   | London Publik: 4 123 Domare: Chris Sarginson | London Publik: 4 123 Domare: Chris Sarginson |

| 10          | 5 november 2016 | Cheltenham Town  | 1 – 1           | Crewe Alexandra | Whaddon Road                                       |                                                    |
| 15:00 UTC±0 | 15:00 UTC±0     | Billy Waters 58′ | (0 – 0) Rapport | 73′ James Jones | Cheltenham Publik: 2 880 Domare: Michael Salisbury | Cheltenham Publik: 2 880 Domare: Michael Salisbury |
| 15:00 UTC±0 | 15:00 UTC±0     |                  |                 |                 | Cheltenham Publik: 2 880 Domare: Michael Salisbury | Cheltenham Publik: 2 880 Domare: Michael Salisbury |
| 15:00 UTC±0 | 15:00 UTC±0     |                  |                 |                 | Cheltenham Publik: 2 880 Domare: Michael Salisbury | Cheltenham Publik: 2 880 Domare: Michael Salisbury |

| 11          | 5 november 2016 | Colchester United | 1 – 2           | Chesterfield                  | Colchester Community Stadium                 |                                              |
| 15:00 UTC±0 | 15:00 UTC±0     | Tarique Fosu 46′  | (0 – 1) Rapport | 23′ Jay O'Shea 50′ Ched Evans | Colchester Publik: 1 840 Domare: Lee Probert | Colchester Publik: 1 840 Domare: Lee Probert |
| 15:00 UTC±0 | 15:00 UTC±0     |                   |                 |                               | Colchester Publik: 1 840 Domare: Lee Probert | Colchester Publik: 1 840 Domare: Lee Probert |
| 15:00 UTC±0 | 15:00 UTC±0     |                   |                 |                               | Colchester Publik: 1 840 Domare: Lee Probert | Colchester Publik: 1 840 Domare: Lee Probert |

| 12          | 5 november 2016 | Crawley Town       | 1 – 1           | Bristol Rovers | Broadfield Stadium                           |                                              |
| 15:00 UTC±0 | 15:00 UTC±0     | Billy Clifford 35′ | (1 – 1) Rapport | 15′ Lee Brown  | Crawley Publik: 2 281 Domare: Darren Deadman | Crawley Publik: 2 281 Domare: Darren Deadman |
| 15:00 UTC±0 | 15:00 UTC±0     |                    |                 |                | Crawley Publik: 2 281 Domare: Darren Deadman | Crawley Publik: 2 281 Domare: Darren Deadman |
| 15:00 UTC±0 | 15:00 UTC±0     |                    |                 |                | Crawley Publik: 2 281 Domare: Darren Deadman | Crawley Publik: 2 281 Domare: Darren Deadman |

| 13          | 5 november 2016 | Dagenham & Redbridge | 0 – 0           | Halifax Town | Victoria Road                          |                                        |
| 15:00 UTC±0 | 15:00 UTC±0     |                      | (0 – 0) Rapport |              | London Publik: 1 387 Domare: Neil Hair | London Publik: 1 387 Domare: Neil Hair |
| 15:00 UTC±0 | 15:00 UTC±0     |                      |                 |              | London Publik: 1 387 Domare: Neil Hair | London Publik: 1 387 Domare: Neil Hair |
| 15:00 UTC±0 | 15:00 UTC±0     |                      |                 |              | London Publik: 1 387 Domare: Neil Hair | London Publik: 1 387 Domare: Neil Hair |

| 14          | 5 november 2016 | Dartford                                                   | 3 – 6           | Sutton United                                                       | Princes Park                               |                                            |
| 15:00 UTC±0 | 15:00 UTC±0     | Elliot Bradbrook 5′, 17′ (str.) Duane Ofori-Acheampong 51′ | (2 – 3) Rapport | 1′, 23′ Maxime Biamou 15′, 71′ Roarie Deacon 58′, 90+4′ Ross Stearn | Dartford Publik: 1 689 Domare: Sam Allison | Dartford Publik: 1 689 Domare: Sam Allison |
| 15:00 UTC±0 | 15:00 UTC±0     |                                                            |                 |                                                                     | Dartford Publik: 1 689 Domare: Sam Allison | Dartford Publik: 1 689 Domare: Sam Allison |
| 15:00 UTC±0 | 15:00 UTC±0     |                                                            |                 |                                                                     | Dartford Publik: 1 689 Domare: Sam Allison | Dartford Publik: 1 689 Domare: Sam Allison |

| 15          | 5 november 2016 | Exeter City     | 1 – 3           | Luton Town                                       | St James Park                           |                                         |
| 15:00 UTC±0 | 15:00 UTC±0     | Reuben Reid 39′ | (1 – 0) Rapport | 11′ (str.), 86′ (str.) Danny Hylton 71′ Glen Rea | Exeter Publik: 2 972 Domare: John Busby | Exeter Publik: 2 972 Domare: John Busby |
| 15:00 UTC±0 | 15:00 UTC±0     |                 |                 |                                                  | Exeter Publik: 2 972 Domare: John Busby | Exeter Publik: 2 972 Domare: John Busby |
| 15:00 UTC±0 | 15:00 UTC±0     |                 |                 |                                                  | Exeter Publik: 2 972 Domare: John Busby | Exeter Publik: 2 972 Domare: John Busby |

| 16          | 5 november 2016 | Gillingham            | 2 – 2           | Brackley Town                    | Priestfield Stadium                             |                                                 |
| 15:00 UTC±0 | 15:00 UTC±0     | Frank Nouble 28′, 45′ | (2 – 2) Rapport | 13′ Alex Gudger 27′ Jimmy Armson | Gillingham Publik: 2 410 Domare: Brendan Malone | Gillingham Publik: 2 410 Domare: Brendan Malone |
| 15:00 UTC±0 | 15:00 UTC±0     |                       |                 |                                  | Gillingham Publik: 2 410 Domare: Brendan Malone | Gillingham Publik: 2 410 Domare: Brendan Malone |
| 15:00 UTC±0 | 15:00 UTC±0     |                       |                 |                                  | Gillingham Publik: 2 410 Domare: Brendan Malone | Gillingham Publik: 2 410 Domare: Brendan Malone |

| 17          | 5 november 2016 | Lincoln City                    | 2 – 1           | Altrincham     | Sincil Bank                                  |                                              |
| 15:00 UTC±0 | 15:00 UTC±0     | Sean Raggett 21′ Alan Power 59′ | (1 – 0) Rapport | 75′ John Cyrus | Lincoln Publik: 3 529 Domare: Steven Rushton | Lincoln Publik: 3 529 Domare: Steven Rushton |
| 15:00 UTC±0 | 15:00 UTC±0     |                                 |                 |                | Lincoln Publik: 3 529 Domare: Steven Rushton | Lincoln Publik: 3 529 Domare: Steven Rushton |
| 15:00 UTC±0 | 15:00 UTC±0     |                                 |                 |                | Lincoln Publik: 3 529 Domare: Steven Rushton | Lincoln Publik: 3 529 Domare: Steven Rushton |

| 18          | 5 november 2016 | Mansfield Town      | 1 – 2           | Plymouth Argyle               | Field Mill                                      |                                                 |
| 15:00 UTC±0 | 15:00 UTC±0     | Ashley Hemmings 58′ | (0 – 1) Rapport | 14′ Jordan Slew 80′ David Fox | Mansfield Publik: 2 318 Domare: Dean Whitestone | Mansfield Publik: 2 318 Domare: Dean Whitestone |
| 15:00 UTC±0 | 15:00 UTC±0     |                     |                 |                               | Mansfield Publik: 2 318 Domare: Dean Whitestone | Mansfield Publik: 2 318 Domare: Dean Whitestone |
| 15:00 UTC±0 | 15:00 UTC±0     |                     |                 |                               | Mansfield Publik: 2 318 Domare: Dean Whitestone | Mansfield Publik: 2 318 Domare: Dean Whitestone |

| 19          | 5 november 2016 | Milton Keynes Dons                                       | 3 – 2           | Spennymoor Town                 | Stadium mk                                                 |                                                            |
| 15:00 UTC±0 | 15:00 UTC±0     | Ben Reeves 8′ Brandon Thomas-Asante 12′ Kieran Agard 14′ | (3 – 1) Rapport | 19′ Joe Tait 84′ Andrew Johnson | Milton Keynes Publik: 4 099 Domare: Constantine Hatzidakis | Milton Keynes Publik: 4 099 Domare: Constantine Hatzidakis |
| 15:00 UTC±0 | 15:00 UTC±0     |                                                          |                 |                                 | Milton Keynes Publik: 4 099 Domare: Constantine Hatzidakis | Milton Keynes Publik: 4 099 Domare: Constantine Hatzidakis |
| 15:00 UTC±0 | 15:00 UTC±0     |                                                          |                 |                                 | Milton Keynes Publik: 4 099 Domare: Constantine Hatzidakis | Milton Keynes Publik: 4 099 Domare: Constantine Hatzidakis |

| 20          | 5 november 2016 | Northampton Town                                                                                            | 6 – 0           | Harrow Borough | Sixfields Stadium                           |                                             |
| 15:00 UTC±0 | 15:00 UTC±0     | Paul Anderson 6′ Marc Richards 11′, 54′ John-Joe O'Toole 70′ Matthew Taylor 82′ Jonathan James Hooper 90+2′ | (2 – 0) Rapport |                | Northamton Publik: 3 406 Domare: Ross Joyce | Northamton Publik: 3 406 Domare: Ross Joyce |
| 15:00 UTC±0 | 15:00 UTC±0     | |                 |                | Northamton Publik: 3 406 Domare: Ross Joyce | Northamton Publik: 3 406 Domare: Ross Joyce |
| 15:00 UTC±0 | 15:00 UTC±0     | |                 |                | Northamton Publik: 3 406 Domare: Ross Joyce | Northamton Publik: 3 406 Domare: Ross Joyce |

| 21          | 5 november 2016 | Oldham Athletic                  | 2 – 1           | Doncaster Rovers             | Boundary Park                           |                                         |
| 15:00 UTC±0 | 15:00 UTC±0     | Ryan Flynn 45+1′ Billy Mckay 53′ | (1 – 0) Rapport | 90+4′ (str.) Liam Mandeville | Oldham Publik: 2 984 Domare: David Webb | Oldham Publik: 2 984 Domare: David Webb |
| 15:00 UTC±0 | 15:00 UTC±0     |                                  |                 |                              | Oldham Publik: 2 984 Domare: David Webb | Oldham Publik: 2 984 Domare: David Webb |
| 15:00 UTC±0 | 15:00 UTC±0     |                                  |                 |                              | Oldham Publik: 2 984 Domare: David Webb | Oldham Publik: 2 984 Domare: David Webb |

| 22          | 5 november 2016 | Peterborough United      | 2 – 1           | Chesham United | ABAX Stadium                                      |                                                   |
| 15:00 UTC±0 | 15:00 UTC±0     | Shaq Coulthirst 40′, 70′ | (1 – 0) Rapport | 80′ Ryan Blake | Peterborough Publik: 4 328 Domare: Darren Handley | Peterborough Publik: 4 328 Domare: Darren Handley |
| 15:00 UTC±0 | 15:00 UTC±0     |                          |                 |                | Peterborough Publik: 4 328 Domare: Darren Handley | Peterborough Publik: 4 328 Domare: Darren Handley |
| 15:00 UTC±0 | 15:00 UTC±0     |                          |                 |                | Peterborough Publik: 4 328 Domare: Darren Handley | Peterborough Publik: 4 328 Domare: Darren Handley |

| 23          | 5 november 2016 | Port Vale         | 1 – 0           | Stevenage | Vale Park                                |                                          |
| 15:00 UTC±0 | 15:00 UTC±0     | Remie Streete 38′ | (1 – 0) Rapport |           | Stoke Publik: 3 093 Domare: Mark Haywood | Stoke Publik: 3 093 Domare: Mark Haywood |
| 15:00 UTC±0 | 15:00 UTC±0     |                   |                 |           | Stoke Publik: 3 093 Domare: Mark Haywood | Stoke Publik: 3 093 Domare: Mark Haywood |
| 15:00 UTC±0 | 15:00 UTC±0     |                   |                 |           | Stoke Publik: 3 093 Domare: Mark Haywood | Stoke Publik: 3 093 Domare: Mark Haywood |

| 24          | 5 november 2016 | Portsmouth       | 1 – 2           | Wycombe Wanderers                          | Fratton Park                                |                                             |
| 15:00 UTC±0 | 15:00 UTC±0     | Gareth Evans 47′ | (0 – 1) Rapport | 27′ Paris Cowan-Hall 84′ Adebayo Akinfenwa | Portsmouth Publik: 8 130 Domare: Gavin Ward | Portsmouth Publik: 8 130 Domare: Gavin Ward |
| 15:00 UTC±0 | 15:00 UTC±0     |                  |                 |                                            | Portsmouth Publik: 8 130 Domare: Gavin Ward | Portsmouth Publik: 8 130 Domare: Gavin Ward |
| 15:00 UTC±0 | 15:00 UTC±0     |                  |                 |                                            | Portsmouth Publik: 8 130 Domare: Gavin Ward | Portsmouth Publik: 8 130 Domare: Gavin Ward |

| 25          | 5 november 2016 | Shrewsbury Town                                      | 3 – 0           | Barnet | New Meadow                                 |                                            |
| 15:00 UTC±0 | 15:00 UTC±0     | Mat Sadler 27′ Jay Leitch-Smith 32′ Jack Grimmer 57′ | (2 – 0) Rapport |        | Shrewsbury Publik: 3 120 Domare: Ben Toner | Shrewsbury Publik: 3 120 Domare: Ben Toner |
| 15:00 UTC±0 | 15:00 UTC±0     |                                                      |                 |        | Shrewsbury Publik: 3 120 Domare: Ben Toner | Shrewsbury Publik: 3 120 Domare: Ben Toner |
| 15:00 UTC±0 | 15:00 UTC±0     |                                                      |                 |        | Shrewsbury Publik: 3 120 Domare: Ben Toner | Shrewsbury Publik: 3 120 Domare: Ben Toner |

| 26          | 5 november 2016 | Stockport County   | 2 – 4           | Woking                                                 | Edgeley Park                                   |                                                |
| 15:00 UTC±0 | 15:00 UTC±0     | Jimmy Ball 9′, 45′ | (2 – 2) Rapport | 18′ Joey Jones 32′, 59′ Gozie Ugwu 90+2′ Fabio Saraiva | Stockport Publik: 4 025 Domare: Thomas Bramall | Stockport Publik: 4 025 Domare: Thomas Bramall |
| 15:00 UTC±0 | 15:00 UTC±0     |                    |                 |                                                        | Stockport Publik: 4 025 Domare: Thomas Bramall | Stockport Publik: 4 025 Domare: Thomas Bramall |
| 15:00 UTC±0 | 15:00 UTC±0     |                    |                 |                                                        | Stockport Publik: 4 025 Domare: Thomas Bramall | Stockport Publik: 4 025 Domare: Thomas Bramall |

| 27          | 5 november 2016 | Walsall | 0 – 1           | Macclesfield Town | Bescot Stadium                               |                                              |
| 15:00 UTC±0 | 15:00 UTC±0     |         | (0 – 1) Rapport | 23′ John McCombe  | Walsall Publik: 2 334 Domare: Brett Huxtable | Walsall Publik: 2 334 Domare: Brett Huxtable |
| 15:00 UTC±0 | 15:00 UTC±0     |         |                 |                   | Walsall Publik: 2 334 Domare: Brett Huxtable | Walsall Publik: 2 334 Domare: Brett Huxtable |
| 15:00 UTC±0 | 15:00 UTC±0     |         |                 |                   | Walsall Publik: 2 334 Domare: Brett Huxtable | Walsall Publik: 2 334 Domare: Brett Huxtable |

| 28          | 5 november 2016 | Westfield             | 1 – 1           | Curzon Ashton   | Allpay Park                              |                                          |
| 15:00 UTC±0 | 15:00 UTC±0     | Craig Jones 9′ (str.) | (1 – 0) Rapport | 81′ Adam Morgan | Hereford Publik: 1 178 Domare: Tom Nield | Hereford Publik: 1 178 Domare: Tom Nield |
| 15:00 UTC±0 | 15:00 UTC±0     |                       |                 |                 | Hereford Publik: 1 178 Domare: Tom Nield | Hereford Publik: 1 178 Domare: Tom Nield |
| 15:00 UTC±0 | 15:00 UTC±0     |                       |                 |                 | Hereford Publik: 1 178 Domare: Tom Nield | Hereford Publik: 1 178 Domare: Tom Nield |

| 29          | 5 november 2016 | Whitehawk        | 1 – 1           | Stourbridge   | The Enclosed Ground                         |                                             |
| 15:00 UTC±0 | 15:00 UTC±0     | Glen Southam 12′ | (1 – 0) Rapport | 52′ Dan Scarr | Brighton Publik: 767 Domare: Robert Whitton | Brighton Publik: 767 Domare: Robert Whitton |
| 15:00 UTC±0 | 15:00 UTC±0     |                  |                 |               | Brighton Publik: 767 Domare: Robert Whitton | Brighton Publik: 767 Domare: Robert Whitton |
| 15:00 UTC±0 | 15:00 UTC±0     |                  |                 |               | Brighton Publik: 767 Domare: Robert Whitton | Brighton Publik: 767 Domare: Robert Whitton |

| 30          | 5 november 2016 | Yeovil Town                  | 2 – 2           | Solihull Moors      | Huish Park                              |                                         |
| 15:00 UTC±0 | 15:00 UTC±0     | Ryan Hedges 8′ Otis Khan 52′ | (1 – 0) Rapport | 57′, 63′ Jack Byrne | Yeovil Publik: 2 118 Domare: David Rock | Yeovil Publik: 2 118 Domare: David Rock |
| 15:00 UTC±0 | 15:00 UTC±0     |                              |                 |                     | Yeovil Publik: 2 118 Domare: David Rock | Yeovil Publik: 2 118 Domare: David Rock |
| 15:00 UTC±0 | 15:00 UTC±0     |                              |                 |                     | Yeovil Publik: 2 118 Domare: David Rock | Yeovil Publik: 2 118 Domare: David Rock |

| 31          | 6 november 2016 | Alfreton Town     | 1 – 1           | Newport County   | North Street Stadium                          |                                               |
| 14:00 UTC±0 | 14:00 UTC±0     | Terry Kennedy 74′ | (0 – 0) Rapport | 65′ Josh Sheehan | Alfreton Publik: 1 109 Domare: Graham Horwood | Alfreton Publik: 1 109 Domare: Graham Horwood |
| 14:00 UTC±0 | 14:00 UTC±0     |                   |                 |                  | Alfreton Publik: 1 109 Domare: Graham Horwood | Alfreton Publik: 1 109 Domare: Graham Horwood |
| 14:00 UTC±0 | 14:00 UTC±0     |                   |                 |                  | Alfreton Publik: 1 109 Domare: Graham Horwood | Alfreton Publik: 1 109 Domare: Graham Horwood |

| 32          | 6 november 2016 | Blackpool                       | 2 – 0           | Kidderminster Harriers | Bloomfield Road                            |                                            |
| 14:00 UTC±0 | 14:00 UTC±0     | Jamille Matt 27′ Brad Potts 37′ | (2 – 0) Rapport |                        | Blackpool Publik: 1 963 Domare: Martin Coy | Blackpool Publik: 1 963 Domare: Martin Coy |
| 14:00 UTC±0 | 14:00 UTC±0     |                                 |                 |                        | Blackpool Publik: 1 963 Domare: Martin Coy | Blackpool Publik: 1 963 Domare: Martin Coy |
| 14:00 UTC±0 | 14:00 UTC±0     |                                 |                 |                        | Blackpool Publik: 1 963 Domare: Martin Coy | Blackpool Publik: 1 963 Domare: Martin Coy |

| 33          | 6 november 2016 | Boreham Wood                          | 2 – 2           | Notts County           | Meadow Park                                    |                                                |
| 14:00 UTC±0 | 14:00 UTC±0     | Morgan Ferrier 31′ Ángelo Balanta 50′ | (1 – 0) Rapport | 60′, 83′ Adam Campbell | Borehamwood Publik: 1 201 Domare: Mark Heywood | Borehamwood Publik: 1 201 Domare: Mark Heywood |
| 14:00 UTC±0 | 14:00 UTC±0     |                                       |                 |                        | Borehamwood Publik: 1 201 Domare: Mark Heywood | Borehamwood Publik: 1 201 Domare: Mark Heywood |
| 14:00 UTC±0 | 14:00 UTC±0     |                                       |                 |                        | Borehamwood Publik: 1 201 Domare: Mark Heywood | Borehamwood Publik: 1 201 Domare: Mark Heywood |

| 34          | 6 november 2016 | Hartlepool United                                              | 3 – 0           | Stamford | Victoria Park                                      |                                                    |
| 14:00 UTC±0 | 14:00 UTC±0     | Nicky Deverdics 65′ Delroy Gordon 82′ (sjm.) Billy Paynter 85′ | (0 – 0) Rapport |          | Hartlepool Publik: 2 461 Domare: Anthony Backhouse | Hartlepool Publik: 2 461 Domare: Anthony Backhouse |
| 14:00 UTC±0 | 14:00 UTC±0     |                                                                |                 |          | Hartlepool Publik: 2 461 Domare: Anthony Backhouse | Hartlepool Publik: 2 461 Domare: Anthony Backhouse |
| 14:00 UTC±0 | 14:00 UTC±0     |                                                                |                 |          | Hartlepool Publik: 2 461 Domare: Anthony Backhouse | Hartlepool Publik: 2 461 Domare: Anthony Backhouse |

| 35          | 6 november 2016 | Maidstone United            | 1 – 1           | Rochdale           | Gallagher Stadium                                  |                                                    |
| 14:00 UTC±0 | 14:00 UTC±0     | Bobby-Joe Taylor 21′ (str.) | (1 – 0) Rapport | 90+4′ Callum Camps | Maidstone Publik: 2 227 Domare: Charles Breakspear | Maidstone Publik: 2 227 Domare: Charles Breakspear |
| 14:00 UTC±0 | 14:00 UTC±0     |                             |                 |                    | Maidstone Publik: 2 227 Domare: Charles Breakspear | Maidstone Publik: 2 227 Domare: Charles Breakspear |
| 14:00 UTC±0 | 14:00 UTC±0     |                             |                 |                    | Maidstone Publik: 2 227 Domare: Charles Breakspear | Maidstone Publik: 2 227 Domare: Charles Breakspear |

| 36          | 6 november 2016 | Morecambe        | 1 – 1           | Coventry City    | Globe Arena                                 |                                             |
| 14:00 UTC±0 | 14:00 UTC±0     | Dean Winnard 59′ | (0 – 0) Rapport | 72′ Jamie Sterry | Morecambe Publik: 1 732 Domare: Andy Haines | Morecambe Publik: 1 732 Domare: Andy Haines |
| 14:00 UTC±0 | 14:00 UTC±0     |                  |                 |                  | Morecambe Publik: 1 732 Domare: Andy Haines | Morecambe Publik: 1 732 Domare: Andy Haines |
| 14:00 UTC±0 | 14:00 UTC±0     |                  |                 |                  | Morecambe Publik: 1 732 Domare: Andy Haines | Morecambe Publik: 1 732 Domare: Andy Haines |

| 37          | 6 november 2016 | Sheffield United                                                                      | 6 – 0           | Leyton Orient | Bramall Lane                                 |                                              |
| 14:00 UTC±0 | 14:00 UTC±0     | Chris Basham 23′ Stefan Scougall 39′ Kieron Freeman 45′ Harry Chapman 54′, 69′, 90+2′ | (3 – 0) Rapport |               | Sheffield Publik: 6 099 Domare: Nigel Miller | Sheffield Publik: 6 099 Domare: Nigel Miller |
| 14:00 UTC±0 | 14:00 UTC±0     |                                                                                       |                 |               | Sheffield Publik: 6 099 Domare: Nigel Miller | Sheffield Publik: 6 099 Domare: Nigel Miller |
| 14:00 UTC±0 | 14:00 UTC±0     |                                                                                       |                 |               | Sheffield Publik: 6 099 Domare: Nigel Miller | Sheffield Publik: 6 099 Domare: Nigel Miller |

| 38          | 6 november 2016 | St Albans City                              | 3 – 5           | Carlisle United                                                                   | Clarence Park                                |                                              |
| 14:00 UTC±0 | 14:00 UTC±0     | Junior Morias 4′, 65′ Louie Theophanous 86′ | (1 – 1) Rapport | 20′ (str.) Danny Grainger 57′ Jason Kennedy 71′, 81′ Jabo Ibehre 83′ Reggie Lambe | St Albans Publik: 3 473 Domare: Simon Hooper | St Albans Publik: 3 473 Domare: Simon Hooper |
| 14:00 UTC±0 | 14:00 UTC±0     |                                             |                 |                                                                                   | St Albans Publik: 3 473 Domare: Simon Hooper | St Albans Publik: 3 473 Domare: Simon Hooper |
| 14:00 UTC±0 | 14:00 UTC±0     |                                             |                 |                                                                                   | St Albans Publik: 3 473 Domare: Simon Hooper | St Albans Publik: 3 473 Domare: Simon Hooper |

| 39          | 6 november 2016 | Taunton Town                       | 2 – 2           | Barrow                                        | Wordsworth Drive                          |                                           |
| 14:00 UTC±0 | 14:00 UTC±0     | Matthew Wright 14′ Matt Villis 37′ | (2 – 2) Rapport | 35′ (str.) Byron Harrison 43′ Richard Bennett | Taunton Publik: 2 297 Domare: Craig Hicks | Taunton Publik: 2 297 Domare: Craig Hicks |
| 14:00 UTC±0 | 14:00 UTC±0     |                                    |                 |                                               | Taunton Publik: 2 297 Domare: Craig Hicks | Taunton Publik: 2 297 Domare: Craig Hicks |
| 14:00 UTC±0 | 14:00 UTC±0     |                                    |                 |                                               | Taunton Publik: 2 297 Domare: Craig Hicks | Taunton Publik: 2 297 Domare: Craig Hicks |

| 40          | 7 november 2016 | Southport | 0 – 0           | Fleetwood Town | Haig Avenue                                    |                                                |
| 19:45 UTC±0 | 19:45 UTC±0     |           | (0 – 0) Rapport |                | Southport Publik: 2 265 Domare: Darren England | Southport Publik: 2 265 Domare: Darren England |
| 19:45 UTC±0 | 19:45 UTC±0     |           |                 |                | Southport Publik: 2 265 Domare: Darren England | Southport Publik: 2 265 Domare: Darren England |
| 19:45 UTC±0 | 19:45 UTC±0     |           |                 |                | Southport Publik: 2 265 Domare: Darren England | Southport Publik: 2 265 Domare: Darren England |

Omspel
| 1 (28)      | 14 november 2016 | Curzon Ashton                          | 3 – 1           | Westfield             | Tameside Stadium                                          |                                                           |
| 19:45 UTC±0 | 19:45 UTC±0      | Adam Morgan 23′, 34′ Niall Cummins 70′ | (2 – 0) Rapport | 90+3′ Nicholas Harrhy | Ashton-under-Lyne Publik: 1 075 Domare: Anthony Backhouse | Ashton-under-Lyne Publik: 1 075 Domare: Anthony Backhouse |
| 19:45 UTC±0 | 19:45 UTC±0      |                                        |                 |                       | Ashton-under-Lyne Publik: 1 075 Domare: Anthony Backhouse | Ashton-under-Lyne Publik: 1 075 Domare: Anthony Backhouse |
| 19:45 UTC±0 | 19:45 UTC±0      |                                        |                 |                       | Ashton-under-Lyne Publik: 1 075 Domare: Anthony Backhouse | Ashton-under-Lyne Publik: 1 075 Domare: Anthony Backhouse |

| 2 (29)      | 14 november 2016 | Stourbridge                         | 3 – 0           | Whitehawk | War Memorial Athletic Ground              |                                           |
| 19:45 UTC±0 | 19:45 UTC±0      | Chris Lait 51′ Luke Benbow 60′, 76′ | (0 – 0) Rapport |           | Amblecote Publik: 1 993 Domare: Tom Nield | Amblecote Publik: 1 993 Domare: Tom Nield |
| 19:45 UTC±0 | 19:45 UTC±0      |                                     |                 |           | Amblecote Publik: 1 993 Domare: Tom Nield | Amblecote Publik: 1 993 Domare: Tom Nield |
| 19:45 UTC±0 | 19:45 UTC±0      |                                     |                 |           | Amblecote Publik: 1 993 Domare: Tom Nield | Amblecote Publik: 1 993 Domare: Tom Nield |

| 3 (7)       | 15 november 2016 | AFC Wimbledon                                                                | 5 – 0           | Bury | Kingsmeadow                                            |                                                        |
| 19:45 UTC±0 | 19:45 UTC±0      | Paul Robinson 27′ Dean Parrett 32′ Dominic Poleon 45+2′, 72′ Lyle Taylor 80′ | (3 – 0) Rapport |      | Kingston upon Thames Publik: 2 316 Domare: John Brooks | Kingston upon Thames Publik: 2 316 Domare: John Brooks |
| 19:45 UTC±0 | 19:45 UTC±0      |                                                                              |                 |      | Kingston upon Thames Publik: 2 316 Domare: John Brooks | Kingston upon Thames Publik: 2 316 Domare: John Brooks |
| 19:45 UTC±0 | 19:45 UTC±0      |                                                                              |                 |      | Kingston upon Thames Publik: 2 316 Domare: John Brooks | Kingston upon Thames Publik: 2 316 Domare: John Brooks |

| 4 (39)      | 15 november 2016 | Barrow                             | 2 – 1           | Taunton Town  | Holker Street                           |                                         |
| 19:45 UTC±0 | 19:45 UTC±0      | Jordan Williams 48′ Ryan Yates 75′ | (0 – 0) Rapport | 73′ Ed Palmer | Barrow Publik: 1 717 Domare: Martin Coy | Barrow Publik: 1 717 Domare: Martin Coy |
| 19:45 UTC±0 | 19:45 UTC±0      |                                    |                 |               | Barrow Publik: 1 717 Domare: Martin Coy | Barrow Publik: 1 717 Domare: Martin Coy |
| 19:45 UTC±0 | 19:45 UTC±0      |                                    |                 |               | Barrow Publik: 1 717 Domare: Martin Coy | Barrow Publik: 1 717 Domare: Martin Coy |

| 5 (12)      | 15 november 2016 | Bristol Rovers                                     | 0000 4 – 2 (e.fl.) | Crawley Town                          | Memorial Stadium                        |                                         |
| 19:45 UTC±0 | 19:45 UTC±0      | Matt Taylor 34′, 102′ (str.) Rory Gaffney 52′, 96′ | (1 – 1) Rapport    | 45+1′ Jordan Roberts 65′ Matt Harrold | Bristol Publik: 3 676 Domare: Ben Toner | Bristol Publik: 3 676 Domare: Ben Toner |
| 19:45 UTC±0 | 19:45 UTC±0      |                                                    |                    |                                       | Bristol Publik: 3 676 Domare: Ben Toner | Bristol Publik: 3 676 Domare: Ben Toner |
| 19:45 UTC±0 | 19:45 UTC±0      |                                                    |                    |                                       | Bristol Publik: 3 676 Domare: Ben Toner | Bristol Publik: 3 676 Domare: Ben Toner |

| 6 (36)      | 15 november 2016 | Coventry City           | 2 – 1           | Morecambe        | Ricoh Arena                                 |                                             |
| 19:45 UTC±0 | 19:45 UTC±0      | Marvin Sordell 39′, 57′ | (1 – 1) Rapport | 10′ Dean Winnard | Coventry Publik: 2 175 Domare: Mark Haywood | Coventry Publik: 2 175 Domare: Mark Haywood |
| 19:45 UTC±0 | 19:45 UTC±0      |                         |                 |                  | Coventry Publik: 2 175 Domare: Mark Haywood | Coventry Publik: 2 175 Domare: Mark Haywood |
| 19:45 UTC±0 | 19:45 UTC±0      |                         |                 |                  | Coventry Publik: 2 175 Domare: Mark Haywood | Coventry Publik: 2 175 Domare: Mark Haywood |

| 7 (10)      | 15 november 2016 | Crewe Alexandra | 1 – 4           | Cheltenham Town                                                  | Gresty Road                                 |                                             |
| 19:45 UTC±0 | 19:45 UTC±0      | Ryan Lowe 64′   | (0 – 2) Rapport | 19′ Harry Pell 36′ Jack Barthram 52′ Billy Waters 61′ Dan Holman | Crewe Publik: 1 711 Domare: Seb Stockbridge | Crewe Publik: 1 711 Domare: Seb Stockbridge |
| 19:45 UTC±0 | 19:45 UTC±0      |                 |                 |                                                                  | Crewe Publik: 1 711 Domare: Seb Stockbridge | Crewe Publik: 1 711 Domare: Seb Stockbridge |
| 19:45 UTC±0 | 19:45 UTC±0      |                 |                 |                                                                  | Crewe Publik: 1 711 Domare: Seb Stockbridge | Crewe Publik: 1 711 Domare: Seb Stockbridge |

| 8 (40)      | 15 november 2016 | Fleetwood Town                                                         | 0000 4 – 1 (e.fl.) | Southport         | Highbury Stadium                           |                                            |
| 19:45 UTC±0 | 19:45 UTC±0      | Aaron Holloway 34′ Cian Bolger 94′ Ashley Hunter 96′ Amari'i Bell 101′ | (1 – 0) Rapport    | 87′ Ashley Grimes | Fleetwood Publik: 1 609 Domare: David Webb | Fleetwood Publik: 1 609 Domare: David Webb |
| 19:45 UTC±0 | 19:45 UTC±0      |                                                                        |                    |                   | Fleetwood Publik: 1 609 Domare: David Webb | Fleetwood Publik: 1 609 Domare: David Webb |
| 19:45 UTC±0 | 19:45 UTC±0      |                                                                        |                    |                   | Fleetwood Publik: 1 609 Domare: David Webb | Fleetwood Publik: 1 609 Domare: David Webb |

| 9 (13)      | 15 november 2016 | Halifax Town                    | 2 – 1           | Dagenham & Redbridge | The Shay                                     |                                              |
| 19:45 UTC±0 | 19:45 UTC±0      | Tom Denton 35′ Matty Kosylo 90′ | (1 – 0) Rapport | 73′ Corey Whitely    | Halifax Publik: 1 465 Domare: Thomas Bramall | Halifax Publik: 1 465 Domare: Thomas Bramall |
| 19:45 UTC±0 | 19:45 UTC±0      |                                 |                 |                      | Halifax Publik: 1 465 Domare: Thomas Bramall | Halifax Publik: 1 465 Domare: Thomas Bramall |
| 19:45 UTC±0 | 19:45 UTC±0      |                                 |                 |                      | Halifax Publik: 1 465 Domare: Thomas Bramall | Halifax Publik: 1 465 Domare: Thomas Bramall |

| 10 (31)     | 15 november 2016 | Newport County                                                            | 0000 4 – 1 (e.fl.) | Alfreton Town      | Rdney Parade                                 |                                              |
| 19:45 UTC±0 | 19:45 UTC±0      | Rhys Healey 68′ Jordan Green 97′ Josh Sheehan 110′ Jazzi Barnum-Bobb 117′ | (0 – 0) Rapport    | 74′ Adam Priestley | Newport Publik: 1 189 Domare: Brett Huxtable | Newport Publik: 1 189 Domare: Brett Huxtable |
| 19:45 UTC±0 | 19:45 UTC±0      |                                                                           |                    |                    | Newport Publik: 1 189 Domare: Brett Huxtable | Newport Publik: 1 189 Domare: Brett Huxtable |
| 19:45 UTC±0 | 19:45 UTC±0      |                                                                           |                    |                    | Newport Publik: 1 189 Domare: Brett Huxtable | Newport Publik: 1 189 Domare: Brett Huxtable |

| 11 (33)     | 15 november 2016 | Notts County                           | 2 – 0           | Boreham Wood | Meadow Lane                                    |                                                |
| 19:45 UTC±0 | 19:45 UTC±0      | Jonathan Forte 24′ Aaron Collins 90+5′ | (1 – 0) Rapport |              | Nottingham Publik: 1 762 Domare: Richard Clark | Nottingham Publik: 1 762 Domare: Richard Clark |
| 19:45 UTC±0 | 19:45 UTC±0      |                                        |                 |              | Nottingham Publik: 1 762 Domare: Richard Clark | Nottingham Publik: 1 762 Domare: Richard Clark |
| 19:45 UTC±0 | 19:45 UTC±0      |                                        |                 |              | Nottingham Publik: 1 762 Domare: Richard Clark | Nottingham Publik: 1 762 Domare: Richard Clark |

| 12 (35)     | 15 november 2016 | Rochdale                     | 2 – 0           | Maidstone United | Spotland Stadium                            |                                             |
| 19:45 UTC±0 | 19:45 UTC±0      | Steve Davies 14′, 22′ (str.) | (2 – 0) Rapport |                  | Rochdale Publik: 1 350 Domare: Nigel Miller | Rochdale Publik: 1 350 Domare: Nigel Miller |
| 19:45 UTC±0 | 19:45 UTC±0      |                              |                 |                  | Rochdale Publik: 1 350 Domare: Nigel Miller | Rochdale Publik: 1 350 Domare: Nigel Miller |
| 19:45 UTC±0 | 19:45 UTC±0      |                              |                 |                  | Rochdale Publik: 1 350 Domare: Nigel Miller | Rochdale Publik: 1 350 Domare: Nigel Miller |

| 13 (30)     | 15 november 2016 | Solihull Moors                                           | 0000 1 – 1 (e.fl.)         | Yeovil Town                                       | Damson Park                                 |                                             |
| 19:45 UTC±0 | 19:45 UTC±0      | Akwasi Asante 99′ (str.)                                 | (0 – 0) Rapport            | 93′ François Zoko                                 | Solihull Publik: 1 460 Domare: Carl Boyeson | Solihull Publik: 1 460 Domare: Carl Boyeson |
| 19:45 UTC±0 | 19:45 UTC±0      |                                                          |                            |                                                   | Solihull Publik: 1 460 Domare: Carl Boyeson | Solihull Publik: 1 460 Domare: Carl Boyeson |
| 19:45 UTC±0 | 19:45 UTC±0      | Jack Byrne Eddie Jones Jordan Gough Omari Sterling-James | Straffsparksläggning 4 – 2 | Ryan Dickson Kevin Dawson Tom Eaves François Zoko | Solihull Publik: 1 460 Domare: Carl Boyeson | Solihull Publik: 1 460 Domare: Carl Boyeson |

| 14 (2)      | 15 november 2016 | Swindon Town          | 1 – 3           | Eastleigh                                               | County Ground                                 |                                               |
| 19:45 UTC±0 | 19:45 UTC±0      | Nathan Delfouneso 79′ | (0 – 2) Rapport | 16′ Jai Reason 35′ Andy Drury 74′ (str.) Mikael Mandron | Swindon Publik: 4 321 Domare: Chris Sarginson | Swindon Publik: 4 321 Domare: Chris Sarginson |
| 19:45 UTC±0 | 19:45 UTC±0      |                       |                 |                                                         | Swindon Publik: 4 321 Domare: Chris Sarginson | Swindon Publik: 4 321 Domare: Chris Sarginson |
| 19:45 UTC±0 | 19:45 UTC±0      |                       |                 |                                                         | Swindon Publik: 4 321 Domare: Chris Sarginson | Swindon Publik: 4 321 Domare: Chris Sarginson |

| 15 (16)     | 16 november 2016 | Brackley Town                                        | 0000 4 – 3 (e.fl.) | Gillingham                                                  | St James Park                               |                                             |
| 19:45 UTC±0 | 19:45 UTC±0      | James Armson 17′, 26′, 105′ Stuart Nelson 96′ (sjm.) | (2 – 1) Rapport    | 36′ Jake Hessenthaler 67′ Scott Wagstaff 113′ Cody McDonald | Brackley Publik: 1 654 Domare: Robert Jones | Brackley Publik: 1 654 Domare: Robert Jones |
| 19:45 UTC±0 | 19:45 UTC±0      |                                                      |                    |                                                             | Brackley Publik: 1 654 Domare: Robert Jones | Brackley Publik: 1 654 Domare: Robert Jones |
| 19:45 UTC±0 | 19:45 UTC±0      |                                                      |                    |                                                             | Brackley Publik: 1 654 Domare: Robert Jones | Brackley Publik: 1 654 Domare: Robert Jones |

| 16 (8)      | 17 november 2016 | Dover Athletic                     | 0000 2 – 4 (e.fl.) | Cambridge United                                                         | Crabble Athletic Ground                        |                                                |
| 19:45 UTC±0 | 19:45 UTC±0      | Ricky Miller 70′ Aswad Thomas 102′ | (0 – 0) Rapport    | 90+2′ Mark Roberts 110′ Leon Legge 118′ Medy Elito 120+1′ Ben Williamson | Dover Publik: 1 158 Domare: Charles Breakspear | Dover Publik: 1 158 Domare: Charles Breakspear |
| 19:45 UTC±0 | 19:45 UTC±0      |                                    |                    |                                                                          | Dover Publik: 1 158 Domare: Charles Breakspear | Dover Publik: 1 158 Domare: Charles Breakspear |
| 19:45 UTC±0 | 19:45 UTC±0      |                                    |                    |                                                                          | Dover Publik: 1 158 Domare: Charles Breakspear | Dover Publik: 1 158 Domare: Charles Breakspear |

### Andra omgången
I omgång 2 spelades det 26 matcher, 6 av dessa matcher var så kallade omspelsmatcher. Omgångens publikrikaste match (med omspelsmatcherna medräknade) var omspelsmatchen mellan Peterborough United och Notts County, en match som hade 7 796 åskådare på plats. Den största vinsten stod Wycombe Wanderers för, då man på bortaplan vann mot Chesterfield med klara 5–0. Den målrikaste match i omgången var matchen mellan Luton Town och Solihull Moors där det gjordes hela åtta mål (6–2).
| # | Datum0000 | Hemmalag | Resultat | Bortalag | Spelplats |  |
|   |           |          |          |          |           |  |
|   |           |          |          |          |           |  |
|   |           |          |          |          |           |  |

| 1           | 2 december 2016 | Macclesfield Town | 0 – 0           | Oxford United | Moss Rose                                          |                                                    |
| 19:55 UTC+0 | 19:55 UTC+0     |                   | (0 – 0) Rapport |               | Macclesfield Publik: 2 566 Domare: Seb Stockbridge | Macclesfield Publik: 2 566 Domare: Seb Stockbridge |
| 19:55 UTC+0 | 19:55 UTC+0     |                   |                 |               | Macclesfield Publik: 2 566 Domare: Seb Stockbridge | Macclesfield Publik: 2 566 Domare: Seb Stockbridge |
| 19:55 UTC+0 | 19:55 UTC+0     |                   |                 |               | Macclesfield Publik: 2 566 Domare: Seb Stockbridge | Macclesfield Publik: 2 566 Domare: Seb Stockbridge |

| 2           | 3 december 2016 | Blackpool       | 1 – 0           | Brackley Town | Bloomfield Roaod                           |                                            |
| 15:00 UTC+0 | 15:00 UTC+0     | Jamille Matt 6′ | (1 – 0) Rapport |               | Blackpool Publik: 1 764 Domare: Ross Joyce | Blackpool Publik: 1 764 Domare: Ross Joyce |
| 15:00 UTC+0 | 15:00 UTC+0     |                 |                 |               | Blackpool Publik: 1 764 Domare: Ross Joyce | Blackpool Publik: 1 764 Domare: Ross Joyce |
| 15:00 UTC+0 | 15:00 UTC+0     |                 |                 |               | Blackpool Publik: 1 764 Domare: Ross Joyce | Blackpool Publik: 1 764 Domare: Ross Joyce |

| 3           | 3 december 2016 | Carlisle United | 0 – 2           | Rochdale                                      | Brunton Park                                |                                             |
| 15:00 UTC+0 | 15:00 UTC+0     |                 | (0 – 0) Rapport | 48′ Steve Davies 90+3′ Nathaniel Mendez-Laing | Carlisle Publik: 4 426 Domare: Mark Haywood | Carlisle Publik: 4 426 Domare: Mark Haywood |
| 15:00 UTC+0 | 15:00 UTC+0     |                 |                 |                                               | Carlisle Publik: 4 426 Domare: Mark Haywood | Carlisle Publik: 4 426 Domare: Mark Haywood |
| 15:00 UTC+0 | 15:00 UTC+0     |                 |                 |                                               | Carlisle Publik: 4 426 Domare: Mark Haywood | Carlisle Publik: 4 426 Domare: Mark Haywood |

| 4           | 3 december 2016 | Charlton Athletic | 0 – 0           | Milton Keynes Dons | The Valley                                  |                                             |
| 15:00 UTC+0 | 15:00 UTC+0     |                   | (0 – 0) Rapport |                    | London Publik: 4 982 Domare: Darren England | London Publik: 4 982 Domare: Darren England |
| 15:00 UTC+0 | 15:00 UTC+0     |                   |                 |                    | London Publik: 4 982 Domare: Darren England | London Publik: 4 982 Domare: Darren England |
| 15:00 UTC+0 | 15:00 UTC+0     |                   |                 |                    | London Publik: 4 982 Domare: Darren England | London Publik: 4 982 Domare: Darren England |

| 5           | 3 december 2016 | Chesterfield | 0 – 5           | Wycombe Wanderers                                              | Proact Stadium                                       |                                                      |
| 15:00 UTC+0 | 15:00 UTC+0     |              | (0 – 2) Rapport | 21′ Paul Hayes 20′, 70′, 77′ Scott Kashket 74′ Anthony Stewart | Chesterfield Publik: 3 685 Domare: Michael Salisbury | Chesterfield Publik: 3 685 Domare: Michael Salisbury |
| 15:00 UTC+0 | 15:00 UTC+0     |              |                 |                                                                | Chesterfield Publik: 3 685 Domare: Michael Salisbury | Chesterfield Publik: 3 685 Domare: Michael Salisbury |
| 15:00 UTC+0 | 15:00 UTC+0     |              |                 |                                                                | Chesterfield Publik: 3 685 Domare: Michael Salisbury | Chesterfield Publik: 3 685 Domare: Michael Salisbury |

| 6           | 3 december 2016 | Luton Town                                                                              | 6 – 2           | Solihull Moors        | Kenilworth Road                             |                                             |
| 15:00 UTC+0 | 15:00 UTC+0     | Danny Hylton 51′ Johnny Mullins 54′ Stephen O'Donnell 59′, 89′ Jack Marriott 63′, 90+2′ | (0 – 2) Rapport | 5′, 35′ Jamey Osborne | Luton Publik: 3 512 Domare: Chris Sarginson | Luton Publik: 3 512 Domare: Chris Sarginson |
| 15:00 UTC+0 | 15:00 UTC+0     |                                                                                         |                 |                       | Luton Publik: 3 512 Domare: Chris Sarginson | Luton Publik: 3 512 Domare: Chris Sarginson |
| 15:00 UTC+0 | 15:00 UTC+0     |                                                                                         |                 |                       | Luton Publik: 3 512 Domare: Chris Sarginson | Luton Publik: 3 512 Domare: Chris Sarginson |

| 7           | 3 december 2016 | Plymouth Argyle | 0 – 0           | Newport County | Home Park                                  |                                            |
| 15:00 UTC+0 | 15:00 UTC+0     |                 | (0 – 0) Rapport |                | Plymouth Publik: 5 071 Domare: John Brooks | Plymouth Publik: 5 071 Domare: John Brooks |
| 15:00 UTC+0 | 15:00 UTC+0     |                 |                 |                | Plymouth Publik: 5 071 Domare: John Brooks | Plymouth Publik: 5 071 Domare: John Brooks |
| 15:00 UTC+0 | 15:00 UTC+0     |                 |                 |                | Plymouth Publik: 5 071 Domare: John Brooks | Plymouth Publik: 5 071 Domare: John Brooks |

| 8           | 3 december 2016 | Sutton United                      | 2 – 1           | Cheltenham Town   | Gander Green Lane                         |                                           |
| 15:00 UTC+0 | 15:00 UTC+0     | Matt Tubbs 46′ Roarie Deacon 90+6′ | (0 – 1) Rapport | 35′ Daniel Wright | London Publik: 2 224 Domare: Robert Jones | London Publik: 2 224 Domare: Robert Jones |
| 15:00 UTC+0 | 15:00 UTC+0     |                                    |                 |                   | London Publik: 2 224 Domare: Robert Jones | London Publik: 2 224 Domare: Robert Jones |
| 15:00 UTC+0 | 15:00 UTC+0     |                                    |                 |                   | London Publik: 2 224 Domare: Robert Jones | London Publik: 2 224 Domare: Robert Jones |

| 9           | 3 december 2016 | Shrewsbury Town | 0 – 0           | Fleetwood Town | New Meadow                                     |                                                |
| 15:00 UTC+0 | 15:00 UTC+0     |                 | (0 – 0) Rapport |                | Shrewsbury Publik: 2 886 Domare: Trevor Kettle | Shrewsbury Publik: 2 886 Domare: Trevor Kettle |
| 15:00 UTC+0 | 15:00 UTC+0     |                 |                 |                | Shrewsbury Publik: 2 886 Domare: Trevor Kettle | Shrewsbury Publik: 2 886 Domare: Trevor Kettle |
| 15:00 UTC+0 | 15:00 UTC+0     |                 |                 |                | Shrewsbury Publik: 2 886 Domare: Trevor Kettle | Shrewsbury Publik: 2 886 Domare: Trevor Kettle |

| 10          | 4 december 2016 | Curzon Ashton            | 3 – 4           | AFC Wimbledon                                                | Tameside Stadium                                     |                                                      |
| 12:00 UTC+0 | 12:00 UTC+0     | Adam Morgan 1′, 21′, 62′ | (2 – 0) Rapport | 80′, 90+4′ Tom Elliott 81′ Dominic Poleon 82′ Tyrone Barnett | Ashton-under-Lyne Publik: 1 731 Domare: James Adcock | Ashton-under-Lyne Publik: 1 731 Domare: James Adcock |
| 12:00 UTC+0 | 12:00 UTC+0     |                          |                 |                                                              | Ashton-under-Lyne Publik: 1 731 Domare: James Adcock | Ashton-under-Lyne Publik: 1 731 Domare: James Adcock |
| 12:00 UTC+0 | 12:00 UTC+0     |                          |                 |                                                              | Ashton-under-Lyne Publik: 1 731 Domare: James Adcock | Ashton-under-Lyne Publik: 1 731 Domare: James Adcock |

| 11          | 4 december 2016 | Bolton Wanderers                               | 3 – 2           | Sheffield United                   | Macron Stadium                           |                                          |
| 12:00 UTC+0 | 12:00 UTC+0     | Gary Madine 44′ Sammy Ameobi 46′ Josh Vela 84′ | (1 – 0) Rapport | 64′ Paul Coutts 86′ Jack O'Connell | Bolton Publik: 7 027 Domare: Lee Probert | Bolton Publik: 7 027 Domare: Lee Probert |
| 12:00 UTC+0 | 12:00 UTC+0     |                                                |                 |                                    | Bolton Publik: 7 027 Domare: Lee Probert | Bolton Publik: 7 027 Domare: Lee Probert |
| 12:00 UTC+0 | 12:00 UTC+0     |                                                |                 |                                    | Bolton Publik: 7 027 Domare: Lee Probert | Bolton Publik: 7 027 Domare: Lee Probert |

| 12          | 4 december 2016 | Bristol Rovers   | 1 – 2           | Barrow                  | Memorial Stadium                              |                                               |
| 14:00 UTC+0 | 14:00 UTC+0     | Rory Gaffney 10′ | (1 – 1) Rapport | 16′, 61′ Byron Harrison | Bristol Publik: 4 570 Domare: Dean Whitestone | Bristol Publik: 4 570 Domare: Dean Whitestone |
| 14:00 UTC+0 | 14:00 UTC+0     |                  |                 |                         | Bristol Publik: 4 570 Domare: Dean Whitestone | Bristol Publik: 4 570 Domare: Dean Whitestone |
| 14:00 UTC+0 | 14:00 UTC+0     |                  |                 |                         | Bristol Publik: 4 570 Domare: Dean Whitestone | Bristol Publik: 4 570 Domare: Dean Whitestone |

| 13          | 4 december 2016 | Cambridge United                    | 4 – 0           | Coventry City | Abbey Stadium                                |                                              |
| 14:00 UTC+0 | 14:00 UTC+0     | Luke Berry 7′, 29′ (str.), 38′, 86′ | (2 – 0) Rapport |               | Cambridge Publik: 4 283 Domare: Keith Stroud | Cambridge Publik: 4 283 Domare: Keith Stroud |
| 14:00 UTC+0 | 14:00 UTC+0     |                                     |                 |               | Cambridge Publik: 4 283 Domare: Keith Stroud | Cambridge Publik: 4 283 Domare: Keith Stroud |
| 14:00 UTC+0 | 14:00 UTC+0     |                                     |                 |               | Cambridge Publik: 4 283 Domare: Keith Stroud | Cambridge Publik: 4 283 Domare: Keith Stroud |

| 14          | 4 december 2016 | Eastleigh                                | 3 – 3           | Halifax Town                                            | Ten Acres                                      |                                                |
| 14:00 UTC+0 | 14:00 UTC+0     | Mikael Mandron 18′, 90′ Scott Wilson 74′ | (1 – 0) Rapport | 62′ Jordan Sinnott 67′ Scott Garner 72′ Richard Peniket | Eastleigh Publik: 2 098 Domare: Brendan Malone | Eastleigh Publik: 2 098 Domare: Brendan Malone |
| 14:00 UTC+0 | 14:00 UTC+0     |                                          |                 |                                                         | Eastleigh Publik: 2 098 Domare: Brendan Malone | Eastleigh Publik: 2 098 Domare: Brendan Malone |
| 14:00 UTC+0 | 14:00 UTC+0     |                                          |                 |                                                         | Eastleigh Publik: 2 098 Domare: Brendan Malone | Eastleigh Publik: 2 098 Domare: Brendan Malone |

| 15          | 4 december 2016 | Millwall                                                         | 5 – 2           | Braintree Town                    | The Den                                     |                                             |
| 14:00 UTC+0 | 14:00 UTC+0     | Harry Smith 17′, 21′, 48′ Shane Ferguson 25′ Aiden O'Brien 90+4′ | (3 – 2) Rapport | 16′ Michael Cheek 34′ Jack Midson | London Publik: 3 345 Domare: Darren Deadman | London Publik: 3 345 Domare: Darren Deadman |
| 14:00 UTC+0 | 14:00 UTC+0     |                                                                  |                 |                                   | London Publik: 3 345 Domare: Darren Deadman | London Publik: 3 345 Domare: Darren Deadman |
| 14:00 UTC+0 | 14:00 UTC+0     |                                                                  |                 |                                   | London Publik: 3 345 Domare: Darren Deadman | London Publik: 3 345 Domare: Darren Deadman |

| 16          | 4 december 2016 | Notts County                        | 2 – 2           | Peterborough United                          | Meadow Lane                                |                                            |
| 14:00 UTC+0 | 14:00 UTC+0     | Adam Campbell 42′ Louis Laing 90+4′ | (1 – 2) Rapport | 3′ Leonardo Da Silva Lopes 15′ Gwion Edwards | Nottingham Publik: 3 940 Domare: Ben Toner | Nottingham Publik: 3 940 Domare: Ben Toner |
| 14:00 UTC+0 | 14:00 UTC+0     |                                     |                 |                                              | Nottingham Publik: 3 940 Domare: Ben Toner | Nottingham Publik: 3 940 Domare: Ben Toner |
| 14:00 UTC+0 | 14:00 UTC+0     |                                     |                 |                                              | Nottingham Publik: 3 940 Domare: Ben Toner | Nottingham Publik: 3 940 Domare: Ben Toner |

| 17          | 4 december 2016 | Woking | 0 – 3           | Accrington Stanley                     | Kingfield Stadium                          |                                            |
| 14:00 UTC+0 | 14:00 UTC+0     |        | (0 – 2) Rapport | 34′, 42′ Billy Kee 61′ John O'Sullivan | Woking Publik: 3 718 Domare: Nick Kinseley | Woking Publik: 3 718 Domare: Nick Kinseley |
| 14:00 UTC+0 | 14:00 UTC+0     |        |                 |                                        | Woking Publik: 3 718 Domare: Nick Kinseley | Woking Publik: 3 718 Domare: Nick Kinseley |
| 14:00 UTC+0 | 14:00 UTC+0     |        |                 |                                        | Woking Publik: 3 718 Domare: Nick Kinseley | Woking Publik: 3 718 Domare: Nick Kinseley |

| 18          | 4 december 2016 | Port Vale                                                                         | 4 – 0           | Hartlepool United | Vale Park                                  |                                            |
| 15:00 UTC+0 | 15:00 UTC+0     | Rigino Cicilia 12′ Michael Woods 14′ (sjm.) Alex Jones 31′ Ryan Taylor 56′ (str.) | (3 – 0) Rapport |                   | Stoke Publik: 3 514 Domare: Darren Handley | Stoke Publik: 3 514 Domare: Darren Handley |
| 15:00 UTC+0 | 15:00 UTC+0     |                                                                                   |                 |                   | Stoke Publik: 3 514 Domare: Darren Handley | Stoke Publik: 3 514 Domare: Darren Handley |
| 15:00 UTC+0 | 15:00 UTC+0     |                                                                                   |                 |                   | Stoke Publik: 3 514 Domare: Darren Handley | Stoke Publik: 3 514 Domare: Darren Handley |

| 19          | 5 december 2016 | Lincoln City                               | 3 – 2           | Oldham Athletic                  | Sincil Bank                              |                                          |
| 19:45 UTC+0 | 19:45 UTC+0     | Theo Robinson 22′, 47′ Terry Hawkridge 24′ | (2 – 0) Rapport | 70′ Peter Clarke 73′ Billy Mckay | Lincoln Publik: 7 012 Domare: Gavin Ward | Lincoln Publik: 7 012 Domare: Gavin Ward |
| 19:45 UTC+0 | 19:45 UTC+0     |                                            |                 |                                  | Lincoln Publik: 7 012 Domare: Gavin Ward | Lincoln Publik: 7 012 Domare: Gavin Ward |
| 19:45 UTC+0 | 19:45 UTC+0     |                                            |                 |                                  | Lincoln Publik: 7 012 Domare: Gavin Ward | Lincoln Publik: 7 012 Domare: Gavin Ward |

| 20          | 13 december 2016 | Stourbridge     | 1 – 0           | Northampton Town | War Memorial Athletic Ground                  |                                               |
| 19:45 UTC+0 | 19:45 UTC+0      | Jack Duggan 86′ | (0 – 0) Rapport |                  | Stourbridge Publik: 2 520 Domare: Andy Davies | Stourbridge Publik: 2 520 Domare: Andy Davies |
| 19:45 UTC+0 | 19:45 UTC+0      |                 |                 |                  | Stourbridge Publik: 2 520 Domare: Andy Davies | Stourbridge Publik: 2 520 Domare: Andy Davies |
| 19:45 UTC+0 | 19:45 UTC+0      |                 |                 |                  | Stourbridge Publik: 2 520 Domare: Andy Davies | Stourbridge Publik: 2 520 Domare: Andy Davies |

Omspel
| 1 (1)       | 13 december 2016 | Oxford United                                      | 3 – 0           | Macclesfield Town | Kassam Stadium                            |                                           |
| 19:45 UTC+0 | 19:45 UTC+0      | Ryan Taylor 10′ Joe Rothwell 47′ Kane Hemmings 78′ | (1 – 0) Rapport |                   | Oxford Publik: 3 642 Domare: Carl Boyeson | Oxford Publik: 3 642 Domare: Carl Boyeson |
| 19:45 UTC+0 | 19:45 UTC+0      |                                                    |                 |                   | Oxford Publik: 3 642 Domare: Carl Boyeson | Oxford Publik: 3 642 Domare: Carl Boyeson |
| 19:45 UTC+0 | 19:45 UTC+0      |                                                    |                 |                   | Oxford Publik: 3 642 Domare: Carl Boyeson | Oxford Publik: 3 642 Domare: Carl Boyeson |

| 2 (9)       | 13 december 2016 | Fleetwood Town                            | 3 – 2           | Shrewsbury Town                 | Fleetwood                                           |                                                     |
| 19:45 UTC+0 | 19:45 UTC+0      | Devante Cole 63′, 77′ Ashley Hunter 90+5′ | (0 – 1) Rapport | 43′ Jim O'Brien 60′ Louis Dodds | Highbury Stadium Publik: 1 157 Domare: Mark Heywood | Highbury Stadium Publik: 1 157 Domare: Mark Heywood |
| 19:45 UTC+0 | 19:45 UTC+0      |                                           |                 |                                 | Highbury Stadium Publik: 1 157 Domare: Mark Heywood | Highbury Stadium Publik: 1 157 Domare: Mark Heywood |
| 19:45 UTC+0 | 19:45 UTC+0      |                                           |                 |                                 | Highbury Stadium Publik: 1 157 Domare: Mark Heywood | Highbury Stadium Publik: 1 157 Domare: Mark Heywood |

| 3 (4)       | 13 december 2016 | Milton Keynes Dons                                | 0000 3 – 1 (e.fl.) | Charlton Athletic | Stadium mk                                       |                                                  |
| 19:45 UTC+0 | 19:45 UTC+0      | Daniel Powell 6′ Ben Reeves 94′ Dean Bowditch 97′ | (1 – 1) Rapport    | 24′ Adam Chicksen | Milton Keynes Publik: 3 655 Domare: Robert Jones | Milton Keynes Publik: 3 655 Domare: Robert Jones |
| 19:45 UTC+0 | 19:45 UTC+0      |                                                   |                    |                   | Milton Keynes Publik: 3 655 Domare: Robert Jones | Milton Keynes Publik: 3 655 Domare: Robert Jones |
| 19:45 UTC+0 | 19:45 UTC+0      |                                                   |                    |                   | Milton Keynes Publik: 3 655 Domare: Robert Jones | Milton Keynes Publik: 3 655 Domare: Robert Jones |

| 4 (14)      | 13 december 2016 | Halifax Town | 0 – 2           | Eastleigh                                    | The Shay                                    |                                             |
| 19:45 UTC+0 | 19:45 UTC+0      |              | (0 – 2) Rapport | 43′ Scott Wilson 45+2′ (str.) Mikael Mandron | Halifax Publik: 1 539 Domare: Richard Clark | Halifax Publik: 1 539 Domare: Richard Clark |
| 19:45 UTC+0 | 19:45 UTC+0      |              |                 |                                              | Halifax Publik: 1 539 Domare: Richard Clark | Halifax Publik: 1 539 Domare: Richard Clark |
| 19:45 UTC+0 | 19:45 UTC+0      |              |                 |                                              | Halifax Publik: 1 539 Domare: Richard Clark | Halifax Publik: 1 539 Domare: Richard Clark |

| 5 (16)      | 20 december 2016 | Peterborough United             | 2 – 0           | Notts County | ABAX Stadium                                      |                                                   |
| 19:45 UTC+0 | 19:45 UTC+0      | Paul Taylor 2′ Gwion Edwards 8′ | (2 – 0) Rapport |              | Peterborough Publik: 7 796 Domare: Darren England | Peterborough Publik: 7 796 Domare: Darren England |
| 19:45 UTC+0 | 19:45 UTC+0      |                                 |                 |              | Peterborough Publik: 7 796 Domare: Darren England | Peterborough Publik: 7 796 Domare: Darren England |
| 19:45 UTC+0 | 19:45 UTC+0      |                                 |                 |              | Peterborough Publik: 7 796 Domare: Darren England | Peterborough Publik: 7 796 Domare: Darren England |

| 6 (7)       | 21 december 2016 | Newport County | 0000 0 – 1 (e.fl.) | Plymouth Argyle          | Rodney Parade                                 |                                               |
| 19:45 UTC+0 | 19:45 UTC+0      |                | (0 – 0) Rapport    | 113′ (str.) Graham Carey | Newport Publik: 5 121 Domare: Dean Whitestone | Newport Publik: 5 121 Domare: Dean Whitestone |
| 19:45 UTC+0 | 19:45 UTC+0      |                |                    |                          | Newport Publik: 5 121 Domare: Dean Whitestone | Newport Publik: 5 121 Domare: Dean Whitestone |
| 19:45 UTC+0 | 19:45 UTC+0      |                |                    |                          | Newport Publik: 5 121 Domare: Dean Whitestone | Newport Publik: 5 121 Domare: Dean Whitestone |

### Tredje omgången
I omgång 3 spelades det 41 matcher, 9 av dessa matcher var så kallade omspelsmatcher. Omgångens största vinst stod Manchester City för, då man vann mot West Ham United med 5–0. Omgångens publikrikaste match stod matchen mellan Manchester United–Reading för, vilken hade 74 396 åskådare. Målrikaste matchen i omgången var matchen mellan Brentford och  Eastleigh där Brentford vann med 5–1 – vilket även var resultatet i halvtid.
| # | Datum0000 | Hemmalag | Resultat | Bortalag | Spelplats |  |
|   |           |          |          |          |           |  |
|   |           |          |          |          |           |  |
|   |           |          |          |          |           |  |

| 1           | 6 januari 2017 | West Ham United | 0 – 5           | Manchester City                                                                                     | Olympiastadion                               |                                              |
| 19:55 UTC+0 | 19:55 UTC+0    |                 | (0 – 3) Rapport | 33′ (str.) Yaya Touré 41′ (sjm.) Håvard Nordtveit 43′ David Silva 50′ Sergio Agüero 84′ John Stones | London Publik: 56 975 Domare: Michael Oliver | London Publik: 56 975 Domare: Michael Oliver |
| 19:55 UTC+0 | 19:55 UTC+0    |                 |                 | | London Publik: 56 975 Domare: Michael Oliver | London Publik: 56 975 Domare: Michael Oliver |
| 19:55 UTC+0 | 19:55 UTC+0    |                 |                 | | London Publik: 56 975 Domare: Michael Oliver | London Publik: 56 975 Domare: Michael Oliver |

| 2           | 7 januari 2017 | Manchester United                                            | 4 – 0           | Reading | Old Trafford                                     |                                                  |
| 12:30 UTC+0 | 12:30 UTC+0    | Wayne Rooney 7′ Anthony Martial 15′ Marcus Rashford 75′, 79′ | (2 – 0) Rapport |         | Manchester Publik: 74 396 Domare: Andre Marriner | Manchester Publik: 74 396 Domare: Andre Marriner |
| 12:30 UTC+0 | 12:30 UTC+0    |                                                              |                 |         | Manchester Publik: 74 396 Domare: Andre Marriner | Manchester Publik: 74 396 Domare: Andre Marriner |
| 12:30 UTC+0 | 12:30 UTC+0    |                                                              |                 |         | Manchester Publik: 74 396 Domare: Andre Marriner | Manchester Publik: 74 396 Domare: Andre Marriner |

| 3           | 7 januari 2017 | Accrington Stanley                     | 2 – 1           | Luton Town    | Crown Ground                                    |                                                 |
| 15:00 UTC+0 | 15:00 UTC+0    | Sean McConville 45+2′ Omar Beckles 57′ | (1 – 0) Rapport | 54′ Jake Gray | Accrington Publik: 1 717 Domare: Darren Deadman | Accrington Publik: 1 717 Domare: Darren Deadman |
| 15:00 UTC+0 | 15:00 UTC+0    |                                        |                 |               | Accrington Publik: 1 717 Domare: Darren Deadman | Accrington Publik: 1 717 Domare: Darren Deadman |
| 15:00 UTC+0 | 15:00 UTC+0    |                                        |                 |               | Accrington Publik: 1 717 Domare: Darren Deadman | Accrington Publik: 1 717 Domare: Darren Deadman |

| 4           | 7 januari 2017 | Barrow | 0 – 2           | Rochdale               | Holker Street                                      |                                                    |
| 15:00 UTC+0 | 15:00 UTC+0    |        | (0 – 1) Rapport | 17′, 62′ Ian Henderson | Barrow-in-Furness Publik: 4 414 Domare: David Webb | Barrow-in-Furness Publik: 4 414 Domare: David Webb |
| 15:00 UTC+0 | 15:00 UTC+0    |        |                 |                        | Barrow-in-Furness Publik: 4 414 Domare: David Webb | Barrow-in-Furness Publik: 4 414 Domare: David Webb |
| 15:00 UTC+0 | 15:00 UTC+0    |        |                 |                        | Barrow-in-Furness Publik: 4 414 Domare: David Webb | Barrow-in-Furness Publik: 4 414 Domare: David Webb |

| 5           | 7 januari 2017 | Birmingham City      | 1 – 1           | Newcastle United | St Andrew's                                      |                                                  |
| 15:00 UTC+0 | 15:00 UTC+0    | Lukas Jutkiewicz 42′ | (1 – 1) Rapport | 5′ Daryl Murphy  | Birmingham Publik: 13 171 Domare: Neil Swarbrick | Birmingham Publik: 13 171 Domare: Neil Swarbrick |
| 15:00 UTC+0 | 15:00 UTC+0    |                      |                 |                  | Birmingham Publik: 13 171 Domare: Neil Swarbrick | Birmingham Publik: 13 171 Domare: Neil Swarbrick |
| 15:00 UTC+0 | 15:00 UTC+0    |                      |                 |                  | Birmingham Publik: 13 171 Domare: Neil Swarbrick | Birmingham Publik: 13 171 Domare: Neil Swarbrick |

| 6           | 7 januari 2017 | Blackpool | 0 – 0           | Barnsley | Bloomfield Road                                 |                                                 |
| 15:00 UTC+0 | 15:00 UTC+0    |           | (0 – 0) Rapport |          | Blackpool Publik: 4 875 Domare: Chris Sarginson | Blackpool Publik: 4 875 Domare: Chris Sarginson |
| 15:00 UTC+0 | 15:00 UTC+0    |           |                 |          | Blackpool Publik: 4 875 Domare: Chris Sarginson | Blackpool Publik: 4 875 Domare: Chris Sarginson |
| 15:00 UTC+0 | 15:00 UTC+0    |           |                 |          | Blackpool Publik: 4 875 Domare: Chris Sarginson | Blackpool Publik: 4 875 Domare: Chris Sarginson |

| 7           | 7 januari 2017 | Bolton Wanderers | 0 – 0           | Crystal Palace | Macron Stadium                           |                                          |
| 15:00 UTC+0 | 15:00 UTC+0    |                  | (0 – 0) Rapport |                | Bolton Publik: 11 683 Domare: Roger East | Bolton Publik: 11 683 Domare: Roger East |
| 15:00 UTC+0 | 15:00 UTC+0    |                  |                 |                | Bolton Publik: 11 683 Domare: Roger East | Bolton Publik: 11 683 Domare: Roger East |
| 15:00 UTC+0 | 15:00 UTC+0    |                  |                 |                | Bolton Publik: 11 683 Domare: Roger East | Bolton Publik: 11 683 Domare: Roger East |

| 8           | 7 januari 2017 | Brentford                                                                      | 5 – 1           | Eastleigh       | Griffin Park                              |                                           |
| 15:00 UTC+0 | 15:00 UTC+0    | Yoann Barbet 9′ (str.) Tom Field 17′, 38′ Lasse Vibe 23′ Romaine Sawyers 45+2′ | (5 – 1) Rapport | 29′ Ayo Obileye | London Publik: 7 537 Domare: Peter Bankes | London Publik: 7 537 Domare: Peter Bankes |
| 15:00 UTC+0 | 15:00 UTC+0    |                                                                                |                 |                 | London Publik: 7 537 Domare: Peter Bankes | London Publik: 7 537 Domare: Peter Bankes |
| 15:00 UTC+0 | 15:00 UTC+0    |                                                                                |                 |                 | London Publik: 7 537 Domare: Peter Bankes | London Publik: 7 537 Domare: Peter Bankes |

| 9           | 7 januari 2017 | Brighton & Hove Albion         | 2 – 0           | Milton Keynes Dons | Falmer Stadium                                |                                               |
| 15:00 UTC+0 | 15:00 UTC+0    | Beram Kayal 9′ Tomer Hemed 72′ | (1 – 0) Rapport |                    | Falmer Publik: 11 091 Domare: James Linington | Falmer Publik: 11 091 Domare: James Linington |
| 15:00 UTC+0 | 15:00 UTC+0    |                                |                 |                    | Falmer Publik: 11 091 Domare: James Linington | Falmer Publik: 11 091 Domare: James Linington |
| 15:00 UTC+0 | 15:00 UTC+0    |                                |                 |                    | Falmer Publik: 11 091 Domare: James Linington | Falmer Publik: 11 091 Domare: James Linington |

| 10          | 7 januari 2017 | Bristol City | 0 – 0           | Fleetwood Town | Bristol                                                   |                                                           |
| 15:00 UTC+0 | 15:00 UTC+0    |              | (0 – 0) Rapport |                | Ashton Gate Stadium Publik: 10 301 Domare: Stephen Martin | Ashton Gate Stadium Publik: 10 301 Domare: Stephen Martin |
| 15:00 UTC+0 | 15:00 UTC+0    |              |                 |                | Ashton Gate Stadium Publik: 10 301 Domare: Stephen Martin | Ashton Gate Stadium Publik: 10 301 Domare: Stephen Martin |
| 15:00 UTC+0 | 15:00 UTC+0    |              |                 |                | Ashton Gate Stadium Publik: 10 301 Domare: Stephen Martin | Ashton Gate Stadium Publik: 10 301 Domare: Stephen Martin |

| 11          | 7 januari 2017 | Everton           | 1 – 2           | Leicester City      | Goodison Park                                    |                                                  |
| 15:00 UTC+0 | 15:00 UTC+0    | Romelu Lukaku 63′ | (0 – 0) Rapport | 66′, 71′ Ahmed Musa | Liverpool Publik: 35 493 Domare: Martin Atkinson | Liverpool Publik: 35 493 Domare: Martin Atkinson |
| 15:00 UTC+0 | 15:00 UTC+0    |                   |                 |                     | Liverpool Publik: 35 493 Domare: Martin Atkinson | Liverpool Publik: 35 493 Domare: Martin Atkinson |
| 15:00 UTC+0 | 15:00 UTC+0    |                   |                 |                     | Liverpool Publik: 35 493 Domare: Martin Atkinson | Liverpool Publik: 35 493 Domare: Martin Atkinson |

| 12          | 7 januari 2017 | Huddersfield Town                                   | 4 – 0           | Port Vale | John Smith's Stadium                                 |                                                      |
| 15:00 UTC+0 | 15:00 UTC+0    | Jack Payne 28′, 84′ Kasey Palmer 73′ Harry Bunn 80′ | (1 – 0) Rapport |           | Huddersfield Publik: 11 715 Domare: Geoff Eltringham | Huddersfield Publik: 11 715 Domare: Geoff Eltringham |
| 15:00 UTC+0 | 15:00 UTC+0    |                                                     |                 |           | Huddersfield Publik: 11 715 Domare: Geoff Eltringham | Huddersfield Publik: 11 715 Domare: Geoff Eltringham |
| 15:00 UTC+0 | 15:00 UTC+0    |                                                     |                 |           | Huddersfield Publik: 11 715 Domare: Geoff Eltringham | Huddersfield Publik: 11 715 Domare: Geoff Eltringham |

| 13          | 7 januari 2017 | Hull City                           | 2 – 0           | Swansea City | KCOM Stadium                                            |                                                         |
| 15:00 UTC+0 | 15:00 UTC+0    | Abel Hernández 78′ Josh Tymon 90+3′ | (0 – 0) Rapport |              | Kingston upon Hull Publik: 6 608 Domare: Anthony Taylor | Kingston upon Hull Publik: 6 608 Domare: Anthony Taylor |
| 15:00 UTC+0 | 15:00 UTC+0    |                                     |                 |              | Kingston upon Hull Publik: 6 608 Domare: Anthony Taylor | Kingston upon Hull Publik: 6 608 Domare: Anthony Taylor |
| 15:00 UTC+0 | 15:00 UTC+0    |                                     |                 |              | Kingston upon Hull Publik: 6 608 Domare: Anthony Taylor | Kingston upon Hull Publik: 6 608 Domare: Anthony Taylor |

| 14          | 7 januari 2017 | Ipswich Town          | 2 – 2           | Lincoln City          | Portman Road                               |                                            |
| 15:00 UTC+0 | 15:00 UTC+0    | Tom Lawrence 12′, 86′ | (1 – 1) Rapport | 7′, 65′ Theo Robinson | Ipswich Publik: 16 027 Domare: Lee Probert | Ipswich Publik: 16 027 Domare: Lee Probert |
| 15:00 UTC+0 | 15:00 UTC+0    |                       |                 |                       | Ipswich Publik: 16 027 Domare: Lee Probert | Ipswich Publik: 16 027 Domare: Lee Probert |
| 15:00 UTC+0 | 15:00 UTC+0    |                       |                 |                       | Ipswich Publik: 16 027 Domare: Lee Probert | Ipswich Publik: 16 027 Domare: Lee Probert |

| 15          | 7 januari 2017 | Millwall                                                  | 3 – 0           | Bournemouth | The Den                                    |                                            |
| 15:00 UTC+0 | 15:00 UTC+0    | Steve Morison 26′ Shaun Cummings 49′ Shane Ferguson 90+3′ | (1 – 0) Rapport |             | London Publik: 9 471 Domare: Andrew Madley | London Publik: 9 471 Domare: Andrew Madley |
| 15:00 UTC+0 | 15:00 UTC+0    |                                                           |                 |             | London Publik: 9 471 Domare: Andrew Madley | London Publik: 9 471 Domare: Andrew Madley |
| 15:00 UTC+0 | 15:00 UTC+0    |                                                           |                 |             | London Publik: 9 471 Domare: Andrew Madley | London Publik: 9 471 Domare: Andrew Madley |

| 16          | 7 januari 2017 | Norwich City                                      | 2 – 2           | Southampton                          | Carrow Road                                   |                                               |
| 15:00 UTC+0 | 15:00 UTC+0    | Steven Whittaker 52′ (str.) Steven Naismith 90+2′ | (0 – 1) Rapport | 38′ Virgil van Dijk 67′ Maya Yoshida | Norwich Publik: 12 479 Domare: Chris Kavanagh | Norwich Publik: 12 479 Domare: Chris Kavanagh |
| 15:00 UTC+0 | 15:00 UTC+0    |                                                   |                 |                                      | Norwich Publik: 12 479 Domare: Chris Kavanagh | Norwich Publik: 12 479 Domare: Chris Kavanagh |
| 15:00 UTC+0 | 15:00 UTC+0    |                                                   |                 |                                      | Norwich Publik: 12 479 Domare: Chris Kavanagh | Norwich Publik: 12 479 Domare: Chris Kavanagh |

| 17          | 7 januari 2017 | Preston North End  | 1 – 2           | Arsenal                             | Deepdale                                     |                                              |
| 17:30 UTC+0 | 17:30 UTC+0    | Callum Robinson 7′ | (1 – 0) Rapport | 46′ Aaron Ramsey 89′ Olivier Giroud | Preston Publik: 22 185 Domare: Robert Madley | Preston Publik: 22 185 Domare: Robert Madley |
| 17:30 UTC+0 | 17:30 UTC+0    |                    |                 |                                     | Preston Publik: 22 185 Domare: Robert Madley | Preston Publik: 22 185 Domare: Robert Madley |
| 17:30 UTC+0 | 17:30 UTC+0    |                    |                 |                                     | Preston Publik: 22 185 Domare: Robert Madley | Preston Publik: 22 185 Domare: Robert Madley |

| 18          | 7 januari 2017 | Queens Park Rangers     | 1 – 2           | Blackburn Rovers                     | Loftus Road                               |                                           |
| 15:00 UTC+0 | 15:00 UTC+0    | Jake Bidwell 61′ (str.) | (0 – 1) Rapport | 8′ (sjm.) Joel Lynch 58′ Liam Feeney | London Publik: 7 482 Domare: Simon Hooper | London Publik: 7 482 Domare: Simon Hooper |
| 15:00 UTC+0 | 15:00 UTC+0    |                         |                 |                                      | London Publik: 7 482 Domare: Simon Hooper | London Publik: 7 482 Domare: Simon Hooper |
| 15:00 UTC+0 | 15:00 UTC+0    |                         |                 |                                      | London Publik: 7 482 Domare: Simon Hooper | London Publik: 7 482 Domare: Simon Hooper |

| 19          | 7 januari 2017 | Rotherham United               | 2 – 3           | Oxford United                                      | New York Stadium                            |                                             |
| 15:00 UTC+0 | 15:00 UTC+0    | Danny Ward 51′ Tom Adeyemi 90′ | (0 – 1) Rapport | 41′ Ryan Taylor 80′ Phil Edwards 88′ Kane Hemmings | Rotherham Publik: 5 618 Domare: Darren Bond | Rotherham Publik: 5 618 Domare: Darren Bond |
| 15:00 UTC+0 | 15:00 UTC+0    |                                |                 |                                                    | Rotherham Publik: 5 618 Domare: Darren Bond | Rotherham Publik: 5 618 Domare: Darren Bond |
| 15:00 UTC+0 | 15:00 UTC+0    |                                |                 |                                                    | Rotherham Publik: 5 618 Domare: Darren Bond | Rotherham Publik: 5 618 Domare: Darren Bond |

| 20          | 7 januari 2017 | Stoke City | 0 – 2           | Wolverhampton Wanderers           | Bet365 Stadium                          |                                         |
| 15:00 UTC+0 | 15:00 UTC+0    |            | (0 – 1) Rapport | 29′ Hélder Costa 80′ Matt Doherty | Stoke Publik: 21 479 Domare: Mike Jones | Stoke Publik: 21 479 Domare: Mike Jones |
| 15:00 UTC+0 | 15:00 UTC+0    |            |                 |                                   | Stoke Publik: 21 479 Domare: Mike Jones | Stoke Publik: 21 479 Domare: Mike Jones |
| 15:00 UTC+0 | 15:00 UTC+0    |            |                 |                                   | Stoke Publik: 21 479 Domare: Mike Jones | Stoke Publik: 21 479 Domare: Mike Jones |

| 21          | 7 januari 2017 | Sunderland | 0 – 0           | Burnley | Stadium of Light                                 |                                                  |
| 15:00 UTC+0 | 15:00 UTC+0    |            | (0 – 0) Rapport |         | Sunderland Publik: 17 632 Domare: Stuart Attwell | Sunderland Publik: 17 632 Domare: Stuart Attwell |
| 15:00 UTC+0 | 15:00 UTC+0    |            |                 |         | Sunderland Publik: 17 632 Domare: Stuart Attwell | Sunderland Publik: 17 632 Domare: Stuart Attwell |
| 15:00 UTC+0 | 15:00 UTC+0    |            |                 |         | Sunderland Publik: 17 632 Domare: Stuart Attwell | Sunderland Publik: 17 632 Domare: Stuart Attwell |

| 22          | 7 januari 2017 | Sutton United | 0 – 0           | AFC Wimbledon | Gander Green Lane                         |                                           |
| 15:00 UTC+0 | 15:00 UTC+0    |               | (0 – 0) Rapport |               | London Publik: 5 013 Domare: Keith Stroud | London Publik: 5 013 Domare: Keith Stroud |
| 15:00 UTC+0 | 15:00 UTC+0    |               |                 |               | London Publik: 5 013 Domare: Keith Stroud | London Publik: 5 013 Domare: Keith Stroud |
| 15:00 UTC+0 | 15:00 UTC+0    |               |                 |               | London Publik: 5 013 Domare: Keith Stroud | London Publik: 5 013 Domare: Keith Stroud |

| 23          | 7 januari 2017 | Watford                                    | 2 – 0           | Burton Albion | Vicarage Road                            |                                          |
| 15:00 UTC+0 | 15:00 UTC+0    | Christian Kabasele 21′ Jerome Sinclair 77′ | (1 – 0) Rapport |               | Watford Publik: 13 270 Domare: Lee Mason | Watford Publik: 13 270 Domare: Lee Mason |
| 15:00 UTC+0 | 15:00 UTC+0    |                                            |                 |               | Watford Publik: 13 270 Domare: Lee Mason | Watford Publik: 13 270 Domare: Lee Mason |
| 15:00 UTC+0 | 15:00 UTC+0    |                                            |                 |               | Watford Publik: 13 270 Domare: Lee Mason | Watford Publik: 13 270 Domare: Lee Mason |

| 24          | 7 januari 2017 | West Bromwich     | 1 – 2           | Derby County                 | The Hawthorns                                      |                                                    |
| 15:00 UTC+0 | 15:00 UTC+0    | Matt Phillips 35′ | (1 – 0) Rapport | 51′ Darren Bent 54′ Tom Ince | West Bromwich Publik: 25 288 Domare: Jonathan Moss | West Bromwich Publik: 25 288 Domare: Jonathan Moss |
| 15:00 UTC+0 | 15:00 UTC+0    |                   |                 |                              | West Bromwich Publik: 25 288 Domare: Jonathan Moss | West Bromwich Publik: 25 288 Domare: Jonathan Moss |
| 15:00 UTC+0 | 15:00 UTC+0    |                   |                 |                              | West Bromwich Publik: 25 288 Domare: Jonathan Moss | West Bromwich Publik: 25 288 Domare: Jonathan Moss |

| 25          | 7 januari 2017 | Wigan Athletic                       | 2 – 0           | Nottingham Forest | DW Stadium                                  |                                             |
| 15:00 UTC+0 | 15:00 UTC+0    | Will Grigg 45+2′ Yanic Wildschut 57′ | (1 – 0) Rapport |                   | Wigan Publik: 5 163 Domare: Oliver Langford | Wigan Publik: 5 163 Domare: Oliver Langford |
| 15:00 UTC+0 | 15:00 UTC+0    |                                      |                 |                   | Wigan Publik: 5 163 Domare: Oliver Langford | Wigan Publik: 5 163 Domare: Oliver Langford |
| 15:00 UTC+0 | 15:00 UTC+0    |                                      |                 |                   | Wigan Publik: 5 163 Domare: Oliver Langford | Wigan Publik: 5 163 Domare: Oliver Langford |

| 26          | 7 januari 2017 | Wycombe Wanderers                  | 2 – 1           | Stourbridge   | Adams Park                                        |                                                   |
| 15:00 UTC+0 | 15:00 UTC+0    | Sam Wood 47′ Adebayo Akinfenwa 83′ | (0 – 0) Rapport | 70′ Dan Scarr | High Wycombe Publik: 6 312 Domare: Darren England | High Wycombe Publik: 6 312 Domare: Darren England |
| 15:00 UTC+0 | 15:00 UTC+0    |                                    |                 |               | High Wycombe Publik: 6 312 Domare: Darren England | High Wycombe Publik: 6 312 Domare: Darren England |
| 15:00 UTC+0 | 15:00 UTC+0    |                                    |                 |               | High Wycombe Publik: 6 312 Domare: Darren England | High Wycombe Publik: 6 312 Domare: Darren England |

| 27          | 8 januari 2017 | Cardiff City          | 1 – 2           | Fulham                                 | Cardiff City Stadium                       |                                            |
| 11:30 UTC+0 | 11:30 UTC+0    | Anthony Pilkington 8′ | (1 – 2) Rapport | 14′ Stefan Johansen 33′ Ryan Sessegnon | Cardiff Publik: 5 199 Domare: Andy Woolmer | Cardiff Publik: 5 199 Domare: Andy Woolmer |
| 11:30 UTC+0 | 11:30 UTC+0    |                       |                 |                                        | Cardiff Publik: 5 199 Domare: Andy Woolmer | Cardiff Publik: 5 199 Domare: Andy Woolmer |
| 11:30 UTC+0 | 11:30 UTC+0    |                       |                 |                                        | Cardiff Publik: 5 199 Domare: Andy Woolmer | Cardiff Publik: 5 199 Domare: Andy Woolmer |

| 28          | 8 januari 2017 | Chelsea                                                                          | 4 – 1           | Peterborough United | Stamford Bridge                            |                                            |
| 15:00 UTC+0 | 15:00 UTC+0    | Pedro Rodríguez Ledesma 18′, 75′ Michy Batshuayi 43′ Willian Borges da Silva 52′ | (2 – 0) Rapport | 70′ Tom Nichols     | London Publik: 41 003 Domare: Kevin Friend | London Publik: 41 003 Domare: Kevin Friend |
| 15:00 UTC+0 | 15:00 UTC+0    |                                                                                  |                 |                     | London Publik: 41 003 Domare: Kevin Friend | London Publik: 41 003 Domare: Kevin Friend |
| 15:00 UTC+0 | 15:00 UTC+0    |                                                                                  |                 |                     | London Publik: 41 003 Domare: Kevin Friend | London Publik: 41 003 Domare: Kevin Friend |

| 29          | 8 januari 2017 | Liverpool | 0 – 0           | Plymouth Argyle | Anfield                                       |                                               |
| 13:30 UTC+0 | 13:30 UTC+0    |           | (0 – 0) Rapport |                 | Liverpool Publik: 52 692 Domare: Paul Tierney | Liverpool Publik: 52 692 Domare: Paul Tierney |
| 13:30 UTC+0 | 13:30 UTC+0    |           |                 |                 | Liverpool Publik: 52 692 Domare: Paul Tierney | Liverpool Publik: 52 692 Domare: Paul Tierney |
| 13:30 UTC+0 | 13:30 UTC+0    |           |                 |                 | Liverpool Publik: 52 692 Domare: Paul Tierney | Liverpool Publik: 52 692 Domare: Paul Tierney |

| 30          | 8 januari 2017 | Middlesbrough                                                | 3 – 0           | Sheffield Wednesday | Riverside Stadium                                |                                                  |
| 15:00 UTC+0 | 15:00 UTC+0    | Grant Leadbitter 58′ Álvaro Negredo 67′ Marten de Roon 90+1′ | (0 – 0) Rapport |                     | Middlesbrough Publik: 23 661 Domare: David Coote | Middlesbrough Publik: 23 661 Domare: David Coote |
| 15:00 UTC+0 | 15:00 UTC+0    |                                                              |                 |                     | Middlesbrough Publik: 23 661 Domare: David Coote | Middlesbrough Publik: 23 661 Domare: David Coote |
| 15:00 UTC+0 | 15:00 UTC+0    |                                                              |                 |                     | Middlesbrough Publik: 23 661 Domare: David Coote | Middlesbrough Publik: 23 661 Domare: David Coote |

| 31          | 8 januari 2017 | Tottenham Hotspur                | 2 – 0           | Aston Villa | White Hart Lane                         |                                         |
| 16:00 UTC+0 | 16:00 UTC+0    | Ben Davies 71′ Son Heung-min 80′ | (0 – 0) Rapport |             | London Publik: 31 182 Domare: Mike Dean | London Publik: 31 182 Domare: Mike Dean |
| 16:00 UTC+0 | 16:00 UTC+0    |                                  |                 |             | London Publik: 31 182 Domare: Mike Dean | London Publik: 31 182 Domare: Mike Dean |
| 16:00 UTC+0 | 16:00 UTC+0    |                                  |                 |             | London Publik: 31 182 Domare: Mike Dean | London Publik: 31 182 Domare: Mike Dean |

| 32          | 9 januari 2017 | Cambridge United | 1 – 2           | Leeds United                      | Abbey Stadium                                |                                              |
| 19:45 UTC+0 | 19:45 UTC+0    | Uche Ikpeazu 25′ | (1 – 0) Rapport | 56′ Stuart Dallas 63′ Alex Mowatt | Cambridge Publik: 7 973 Domare: Craig Pawson | Cambridge Publik: 7 973 Domare: Craig Pawson |
| 19:45 UTC+0 | 19:45 UTC+0    |                  |                 |                                   | Cambridge Publik: 7 973 Domare: Craig Pawson | Cambridge Publik: 7 973 Domare: Craig Pawson |
| 19:45 UTC+0 | 19:45 UTC+0    |                  |                 |                                   | Cambridge Publik: 7 973 Domare: Craig Pawson | Cambridge Publik: 7 973 Domare: Craig Pawson |

Omspel
| 1 (14)      | 17 januari 2017 | Lincoln City        | 1 – 0           | Ipswich Town | Sincil Bank Stadium                     |                                         |
| 20:05 UTC+0 | 20:05 UTC+0     | Nathan Arnold 90+1′ | (0 – 0) Rapport |              | Lincoln Publik: 9 054 Domare: Ben Toner | Lincoln Publik: 9 054 Domare: Ben Toner |
| 20:05 UTC+0 | 20:05 UTC+0     |                     |                 |              | Lincoln Publik: 9 054 Domare: Ben Toner | Lincoln Publik: 9 054 Domare: Ben Toner |
| 20:05 UTC+0 | 20:05 UTC+0     |                     |                 |              | Lincoln Publik: 9 054 Domare: Ben Toner | Lincoln Publik: 9 054 Domare: Ben Toner |

| 2 (21)      | 17 januari 2017 | Burnley                      | 2 – 0           | Sunderland | Turf Moor                                 |                                           |
| 19:45 UTC+0 | 19:45 UTC+0     | Sam Vokes 44′ Andre Gray 83′ | (1 – 0) Rapport |            | Burnley Publik: 12 257 Domare: Mike Jones | Burnley Publik: 12 257 Domare: Mike Jones |
| 19:45 UTC+0 | 19:45 UTC+0     |                              |                 |            | Burnley Publik: 12 257 Domare: Mike Jones | Burnley Publik: 12 257 Domare: Mike Jones |
| 19:45 UTC+0 | 19:45 UTC+0     |                              |                 |            | Burnley Publik: 12 257 Domare: Mike Jones | Burnley Publik: 12 257 Domare: Mike Jones |

| 3 (6)       | 17 januari 2017 | Barnsley            | 0000 1 – 2 (e.fl.) | Blackpool                                    | Oakwell                                   |                                           |
| 19:45 UTC+0 | 19:45 UTC+0     | Angus MacDonald 49′ | (0 – 1) Rapport    | 30′ Kelvin Mellor 120+1′ Bright Osayi-Samuel | Barnsley Publik: 5 558 Domare: Roger East | Barnsley Publik: 5 558 Domare: Roger East |
| 19:45 UTC+0 | 19:45 UTC+0     |                     |                    |                                              | Barnsley Publik: 5 558 Domare: Roger East | Barnsley Publik: 5 558 Domare: Roger East |
| 19:45 UTC+0 | 19:45 UTC+0     |                     |                    |                                              | Barnsley Publik: 5 558 Domare: Roger East | Barnsley Publik: 5 558 Domare: Roger East |

| 4 (10)      | 17 januari 2017 | Fleetwood Town | 0 – 1           | Bristol City       | Highbury Stadium                             |                                              |
| 19:45 UTC+0 | 19:45 UTC+0     |                | (0 – 1) Rapport | 17′ Jamie Paterson | Fleetwood Publik: 2 115 Domare: Carl Boyeson | Fleetwood Publik: 2 115 Domare: Carl Boyeson |
| 19:45 UTC+0 | 19:45 UTC+0     |                |                 |                    | Fleetwood Publik: 2 115 Domare: Carl Boyeson | Fleetwood Publik: 2 115 Domare: Carl Boyeson |
| 19:45 UTC+0 | 19:45 UTC+0     |                |                 |                    | Fleetwood Publik: 2 115 Domare: Carl Boyeson | Fleetwood Publik: 2 115 Domare: Carl Boyeson |

| 5 (7)       | 17 januari 2017 | Crystal Palace             | 2 – 1           | Bolton Wanderers | Selhurst Park                               |                                             |
| 20:00 UTC+0 | 20:00 UTC+0     | Christian Benteke 68′, 77′ | (0 – 0) Rapport | 48′ James Henry  | London Publik: 7 149 Domare: Stuart Attwell | London Publik: 7 149 Domare: Stuart Attwell |
| 20:00 UTC+0 | 20:00 UTC+0     |                            |                 |                  | London Publik: 7 149 Domare: Stuart Attwell | London Publik: 7 149 Domare: Stuart Attwell |
| 20:00 UTC+0 | 20:00 UTC+0     |                            |                 |                  | London Publik: 7 149 Domare: Stuart Attwell | London Publik: 7 149 Domare: Stuart Attwell |

| 6 (22)      | 17 januari 2017 | AFC Wimbledon   | 1 – 3           | Sutton United                                          | The Cherry Red Records Fans Stadium          |                                              |
| 20:00 UTC+0 | 20:00 UTC+0     | Tom Elliott 10′ | (1 – 0) Rapport | 75′ Roarie Deacon 90′ Maxime Biamou 90+6′ Dan Fitchett | London Publik: 4 768 Domare: Chris Sarginson | London Publik: 4 768 Domare: Chris Sarginson |
| 20:00 UTC+0 | 20:00 UTC+0     |                 |                 |                                                        | London Publik: 4 768 Domare: Chris Sarginson | London Publik: 4 768 Domare: Chris Sarginson |
| 20:00 UTC+0 | 20:00 UTC+0     |                 |                 |                                                        | London Publik: 4 768 Domare: Chris Sarginson | London Publik: 4 768 Domare: Chris Sarginson |

| 7 (5)       | 18 januari 2017 | Newcastle United                                | 3 – 1           | Birmingham City     | St James' Park                               |                                              |
| 19:45 UTC+0 | 19:45 UTC+0     | Matt Ritchie 9′ (str.), 90+2′ Yoan Gouffran 34′ | (2 – 0) Rapport | 71′ David Cotterill | Newcastle Publik: 34 896 Domare: Lee Probert | Newcastle Publik: 34 896 Domare: Lee Probert |
| 19:45 UTC+0 | 19:45 UTC+0     |                                                 |                 |                     | Newcastle Publik: 34 896 Domare: Lee Probert | Newcastle Publik: 34 896 Domare: Lee Probert |
| 19:45 UTC+0 | 19:45 UTC+0     |                                                 |                 |                     | Newcastle Publik: 34 896 Domare: Lee Probert | Newcastle Publik: 34 896 Domare: Lee Probert |

| 8 (16)      | 18 januari 2017 | Southampton      | 1 – 0           | Norwich City | St Mary's Stadium                                |                                                  |
| 19:45 UTC+0 | 19:45 UTC+0     | Shane Long 90+2′ | (0 – 0) Rapport |              | Southampton Publik: 13 517 Domare: Jonathan Moss | Southampton Publik: 13 517 Domare: Jonathan Moss |
| 19:45 UTC+0 | 19:45 UTC+0     |                  |                 |              | Southampton Publik: 13 517 Domare: Jonathan Moss | Southampton Publik: 13 517 Domare: Jonathan Moss |
| 19:45 UTC+0 | 19:45 UTC+0     |                  |                 |              | Southampton Publik: 13 517 Domare: Jonathan Moss | Southampton Publik: 13 517 Domare: Jonathan Moss |

| 9 (29)      | 18 januari 2017 | Plymouth Argyle | 0 – 1           | Liverpool       | Home Park                                    |                                              |
| 19:45 UTC+0 | 19:45 UTC+0     |                 | (0 – 1) Rapport | 18′ Lucas Leiva | Plymouth Publik: 17 048 Domare: Graham Scott | Plymouth Publik: 17 048 Domare: Graham Scott |
| 19:45 UTC+0 | 19:45 UTC+0     |                 |                 |                 | Plymouth Publik: 17 048 Domare: Graham Scott | Plymouth Publik: 17 048 Domare: Graham Scott |
| 19:45 UTC+0 | 19:45 UTC+0     |                 |                 |                 | Plymouth Publik: 17 048 Domare: Graham Scott | Plymouth Publik: 17 048 Domare: Graham Scott |

### Fjärde omgången
I omgång 4 spelades det 17 matcher, 1 av dessa matcher var en så kallad omspelsmatch. Omgångens (med omspelsmatchen räknad) målrikaste match var matchen mellan Tottenham Hotspur och Wycombe Wanderers där det gjordes hela sju mål (4–3), Arsenal stod för omgångens största vinst då man vann med 5–0 mot Southampton, publikrikaste matchen spelades i Manchester, på Old Trafford mellan Manchester United–Wigan Athletic, vilken hade 75 229 åskådare på plats.
| # | Datum0000 | Hemmalag | Resultat | Bortalag | Spelplats |  |
|   |           |          |          |          |           |  |
|   |           |          |          |          |           |  |
|   |           |          |          |          |           |  |

| 1           | 27 januari 2017 | Derby County                     | 2 – 2           | Leicester City                       | Pride Park Stadium                            |                                               |
| 19:55 UTC+0 | 19:55 UTC+0     | Darren Bent 21′ Craig Bryson 40′ | (2 – 1) Rapport | 8′ (sjm.) Darren Bent 86′ Wes Morgan | Derby Publik: 25 079 Domare: Mark Clattenburg | Derby Publik: 25 079 Domare: Mark Clattenburg |
| 19:55 UTC+0 | 19:55 UTC+0     |                                  |                 |                                      | Derby Publik: 25 079 Domare: Mark Clattenburg | Derby Publik: 25 079 Domare: Mark Clattenburg |
| 19:55 UTC+0 | 19:55 UTC+0     |                                  |                 |                                      | Derby Publik: 25 079 Domare: Mark Clattenburg | Derby Publik: 25 079 Domare: Mark Clattenburg |

| 2           | 28 januari 2017 | Liverpool        | 1 – 2           | Wolverhampton Wanderers                 | Anfield                                       |                                               |
| 12:30 UTC+0 | 12:30 UTC+0     | Divock Origi 86′ | (0 – 2) Rapport | 1′ Richard Stearman 41′ Andreas Weimann | Liverpool Publik: 52 469 Domare: Craig Pawson | Liverpool Publik: 52 469 Domare: Craig Pawson |
| 12:30 UTC+0 | 12:30 UTC+0     |                  |                 |                                         | Liverpool Publik: 52 469 Domare: Craig Pawson | Liverpool Publik: 52 469 Domare: Craig Pawson |
| 12:30 UTC+0 | 12:30 UTC+0     |                  |                 |                                         | Liverpool Publik: 52 469 Domare: Craig Pawson | Liverpool Publik: 52 469 Domare: Craig Pawson |

| 3           | 28 januari 2017 | Blackburn Rovers                     | 2 – 0           | Blackpool | Ewood Park                                   |                                              |
| 15:00 UTC+0 | 15:00 UTC+0     | Sam Gallagher 9′ Elliott Bennett 22′ | (2 – 0) Rapport |           | Blackburn Publik: 9 327 Domare: Peter Bankes | Blackburn Publik: 9 327 Domare: Peter Bankes |
| 15:00 UTC+0 | 15:00 UTC+0     |                                      |                 |           | Blackburn Publik: 9 327 Domare: Peter Bankes | Blackburn Publik: 9 327 Domare: Peter Bankes |
| 15:00 UTC+0 | 15:00 UTC+0     |                                      |                 |           | Blackburn Publik: 9 327 Domare: Peter Bankes | Blackburn Publik: 9 327 Domare: Peter Bankes |

| 4           | 28 januari 2017 | Burnley                         | 2 – 0           | Bristol City | Turf Moor                                     |                                               |
| 15:00 UTC+0 | 15:00 UTC+0     | Sam Vokes 45′ Steven Defour 68′ | (1 – 0) Rapport |              | Burnley Publik: 14 921 Domare: Andre Marriner | Burnley Publik: 14 921 Domare: Andre Marriner |
| 15:00 UTC+0 | 15:00 UTC+0     |                                 |                 |              | Burnley Publik: 14 921 Domare: Andre Marriner | Burnley Publik: 14 921 Domare: Andre Marriner |
| 15:00 UTC+0 | 15:00 UTC+0     |                                 |                 |              | Burnley Publik: 14 921 Domare: Andre Marriner | Burnley Publik: 14 921 Domare: Andre Marriner |

| 5           | 28 januari 2017 | Chelsea                                                                                                   | 4 – 0           | Brentford | Stamford Bridge                             |                                             |
| 15:00 UTC+0 | 15:00 UTC+0     | Willian Borges da Silva 41′ Pedro Rodríguez Ledesma 21′ Branislav Ivanović 69′ Michy Batshuayi 81′ (str.) | (2 – 0) Rapport |           | London Publik: 41 042 Domare: Michel Oliver | London Publik: 41 042 Domare: Michel Oliver |
| 15:00 UTC+0 | 15:00 UTC+0     | |                 |           | London Publik: 41 042 Domare: Michel Oliver | London Publik: 41 042 Domare: Michel Oliver |
| 15:00 UTC+0 | 15:00 UTC+0     | |                 |           | London Publik: 41 042 Domare: Michel Oliver | London Publik: 41 042 Domare: Michel Oliver |

| 6           | 28 januari 2017 | Crystal Palace | 0 – 3           | Manchester City                                     | Selhurst Park                            |                                          |
| 15:00 UTC+0 | 15:00 UTC+0     |                | (0 – 1) Rapport | 41′ Raheem Sterling 71′ Leroy Sané 90+3′ Yaya Touré | London Publik: 13 979 Domare: Mike Jones | London Publik: 13 979 Domare: Mike Jones |
| 15:00 UTC+0 | 15:00 UTC+0     |                |                 |                                                     | London Publik: 13 979 Domare: Mike Jones | London Publik: 13 979 Domare: Mike Jones |
| 15:00 UTC+0 | 15:00 UTC+0     |                |                 |                                                     | London Publik: 13 979 Domare: Mike Jones | London Publik: 13 979 Domare: Mike Jones |

| 7           | 28 januari 2017 | Lincoln City                                                     | 3 – 1           | Brighton & Hove Albion | Sincil Bank Stadium                         |                                             |
| 15:00 UTC+0 | 15:00 UTC+0     | Alan Power 57′ (str.) Fikayo Tomori 62′ (sjm.) Theo Robinson 85′ | (0 – 1) Rapport | 24′ Richie Towell      | Lincoln Publik: 9 469 Domare: Andrew Madley | Lincoln Publik: 9 469 Domare: Andrew Madley |
| 15:00 UTC+0 | 15:00 UTC+0     |                                                                  |                 |                        | Lincoln Publik: 9 469 Domare: Andrew Madley | Lincoln Publik: 9 469 Domare: Andrew Madley |
| 15:00 UTC+0 | 15:00 UTC+0     |                                                                  |                 |                        | Lincoln Publik: 9 469 Domare: Andrew Madley | Lincoln Publik: 9 469 Domare: Andrew Madley |

| 8           | 28 januari 2017 | Middlesbrough       | 1 – 0           | Accrington Stanley | Riverside Stadium                                   |                                                     |
| 15:00 UTC+0 | 15:00 UTC+0     | Stewart Downing 69′ | (0 – 0) Rapport |                    | Middlesbrough Publik: 24 040 Domare: Anthony Taylor | Middlesbrough Publik: 24 040 Domare: Anthony Taylor |
| 15:00 UTC+0 | 15:00 UTC+0     |                     |                 |                    | Middlesbrough Publik: 24 040 Domare: Anthony Taylor | Middlesbrough Publik: 24 040 Domare: Anthony Taylor |
| 15:00 UTC+0 | 15:00 UTC+0     |                     |                 |                    | Middlesbrough Publik: 24 040 Domare: Anthony Taylor | Middlesbrough Publik: 24 040 Domare: Anthony Taylor |

| 9           | 28 januari 2017 | Oxford United                                         | 3 – 0           | Newcastle United | Kassam Stadium                            |                                           |
| 15:00 UTC+0 | 15:00 UTC+0     | Kane Hemmings 46′ Curtis Nelson 79′ Toni Martínez 87′ | (0 – 0) Rapport |                  | Oxford Publik: 11 810 Domare: David Coote | Oxford Publik: 11 810 Domare: David Coote |
| 15:00 UTC+0 | 15:00 UTC+0     |                                                       |                 |                  | Oxford Publik: 11 810 Domare: David Coote | Oxford Publik: 11 810 Domare: David Coote |
| 15:00 UTC+0 | 15:00 UTC+0     |                                                       |                 |                  | Oxford Publik: 11 810 Domare: David Coote | Oxford Publik: 11 810 Domare: David Coote |

| 10          | 28 januari 2017 | Rochdale | 0 – 4           | Huddersfield Town                                                 | Spotland Stadium                               |                                                |
| 15:00 UTC+0 | 15:00 UTC+0     |          | (0 – 1) Rapport | 42′ Collin Quaner 66′ (str.) Isaiah Brown 72′, 84′ Michael Hefele | Rochdale Publik: 7 431 Domare: Oliver Langford | Rochdale Publik: 7 431 Domare: Oliver Langford |
| 15:00 UTC+0 | 15:00 UTC+0     |          |                 |                                                                   | Rochdale Publik: 7 431 Domare: Oliver Langford | Rochdale Publik: 7 431 Domare: Oliver Langford |
| 15:00 UTC+0 | 15:00 UTC+0     |          |                 |                                                                   | Rochdale Publik: 7 431 Domare: Oliver Langford | Rochdale Publik: 7 431 Domare: Oliver Langford |

| 11          | 28 januari 2017 | Southampton | 0 – 5           | Arsenal                                           | St Mary's Stadium                               |                                                 |
| 15:00 UTC+0 | 15:00 UTC+0     |             | (0 – 3) Rapport | 15′, 22′ Danny Welbeck 35′, 69′, 84′ Theo Walcott | Southampton Publik: 31 288 Domare: Kevin Friend | Southampton Publik: 31 288 Domare: Kevin Friend |
| 15:00 UTC+0 | 15:00 UTC+0     |             |                 |                                                   | Southampton Publik: 31 288 Domare: Kevin Friend | Southampton Publik: 31 288 Domare: Kevin Friend |
| 15:00 UTC+0 | 15:00 UTC+0     |             |                 |                                                   | Southampton Publik: 31 288 Domare: Kevin Friend | Southampton Publik: 31 288 Domare: Kevin Friend |

| 12          | 28 januari 2017 | Tottenham Hotspur                                                 | 4 – 3           | Wycombe Wanderers                             | White Hart Lane                          |                                          |
| 15:00 UTC+0 | 15:00 UTC+0     | Son Heung-min 60′, 90+7′ Vincent Janssen 64′ (str.) Dele Alli 89′ | (0 – 2) Rapport | 23′, 36′ (str.) Paul Hayes 83′ Garry Thompson | London Publik: 31 440 Domare: Roger East | London Publik: 31 440 Domare: Roger East |
| 15:00 UTC+0 | 15:00 UTC+0     |                                                                   |                 |                                               | London Publik: 31 440 Domare: Roger East | London Publik: 31 440 Domare: Roger East |
| 15:00 UTC+0 | 15:00 UTC+0     |                                                                   |                 |                                               | London Publik: 31 440 Domare: Roger East | London Publik: 31 440 Domare: Roger East |

| 13          | 29 januari 2017 | Millwall          | 1 – 0           | Watford | The Den                                      |                                              |
| 12:00 UTC+0 | 12:00 UTC+0     | Steve Morison 85′ | (0 – 0) Rapport |         | London Publik: 9 772 Domare: Martin Atkinson | London Publik: 9 772 Domare: Martin Atkinson |
| 12:00 UTC+0 | 12:00 UTC+0     |                   |                 |         | London Publik: 9 772 Domare: Martin Atkinson | London Publik: 9 772 Domare: Martin Atkinson |
| 12:00 UTC+0 | 12:00 UTC+0     |                   |                 |         | London Publik: 9 772 Domare: Martin Atkinson | London Publik: 9 772 Domare: Martin Atkinson |

| 14          | 29 januari 2017 | Fulham                                                                 | 4 – 1           | Hull City          | Craven Cottage                             |                                            |
| 12:30 UTC+0 | 12:30 UTC+0     | Sone Aluko 17′ Chris Martin 54′ Ryan Sessegnon 66′ Stefan Johansen 78′ | (1 – 0) Rapport | 49′ Evandro Goebel | London Publik: 15 143 Domare: Paul Tierney | London Publik: 15 143 Domare: Paul Tierney |
| 12:30 UTC+0 | 12:30 UTC+0     |                                                                        |                 |                    | London Publik: 15 143 Domare: Paul Tierney | London Publik: 15 143 Domare: Paul Tierney |
| 12:30 UTC+0 | 12:30 UTC+0     |                                                                        |                 |                    | London Publik: 15 143 Domare: Paul Tierney | London Publik: 15 143 Domare: Paul Tierney |

| 15          | 29 januari 2017 | Sutton United            | 1 – 0           | Leeds United | Gander Green Lane                           |                                             |
| 14:00 UTC+0 | 14:00 UTC+0     | Jamie Collins 53′ (str.) | (0 – 0) Rapport |              | London Publik: 4 997 Domare: Stuart Attwell | London Publik: 4 997 Domare: Stuart Attwell |
| 14:00 UTC+0 | 14:00 UTC+0     |                          |                 |              | London Publik: 4 997 Domare: Stuart Attwell | London Publik: 4 997 Domare: Stuart Attwell |
| 14:00 UTC+0 | 14:00 UTC+0     |                          |                 |              | London Publik: 4 997 Domare: Stuart Attwell | London Publik: 4 997 Domare: Stuart Attwell |

| 16          | 29 januari 2017 | Manchester United                                                                          | 4 – 0           | Wigan Athletic | Old Trafford                                     |                                                  |
| 16:00 UTC+0 | 16:00 UTC+0     | Marouane Fellaini 44′ Chris Smalling 57′ Henrikh Mkhitaryan 74′ Bastian Schweinsteiger 84′ | (1 – 0) Rapport |                | Manchester Publik: 75 229 Domare: Neil Swarbrick | Manchester Publik: 75 229 Domare: Neil Swarbrick |
| 16:00 UTC+0 | 16:00 UTC+0     |                                                                                            |                 |                | Manchester Publik: 75 229 Domare: Neil Swarbrick | Manchester Publik: 75 229 Domare: Neil Swarbrick |
| 16:00 UTC+0 | 16:00 UTC+0     |                                                                                            |                 |                | Manchester Publik: 75 229 Domare: Neil Swarbrick | Manchester Publik: 75 229 Domare: Neil Swarbrick |

Omspel
| 1 (1)       | 9 februari 2017 | Leicester City                                    | 0000 3 – 1 (e.fl.) | Derby County      | King Power Stadium                          |                                             |
| 19:45 UTC+0 | 19:45 UTC+0     | Andy King 46′ Wilfred Ndidi 94′ Demarai Gray 114′ | (0 – 0) Rapport    | 61′ Abdoul Camara | Leicester Publik: 31 648 Domare: Mike Jones | Leicester Publik: 31 648 Domare: Mike Jones |
| 19:45 UTC+0 | 19:45 UTC+0     |                                                   |                    |                   | Leicester Publik: 31 648 Domare: Mike Jones | Leicester Publik: 31 648 Domare: Mike Jones |
| 19:45 UTC+0 | 19:45 UTC+0     |                                                   |                    |                   | Leicester Publik: 31 648 Domare: Mike Jones | Leicester Publik: 31 648 Domare: Mike Jones |

### Femte omgången
I omgång 5 spelades det 9 matcher, 1 av dessa matcher var en så kallad omspelsmatch. Omspelsmatchen mellan Manchester City och Huddersfield Town stod för att vara omgångens största vinst, målrikaste matchen och samtidigt även den publikrikaste matchen.
| # | Datum0000 | Hemmalag | Resultat | Bortalag | Spelplats |  |
|   |           |          |          |          |           |  |
|   |           |          |          |          |           |  |
|   |           |          |          |          |           |  |

| 1           | 18 februari 2017 | Burnley | 0 – 1           | Lincoln City     | Turf Moor                                   |                                             |
| 12:30 UTC+0 | 12:30 UTC+0      |         | (0 – 0) Rapport | 89′ Sean Raggett | Burnley Publik: 19 185 Domare: Graham Scott | Burnley Publik: 19 185 Domare: Graham Scott |
| 12:30 UTC+0 | 12:30 UTC+0      |         |                 |                  | Burnley Publik: 19 185 Domare: Graham Scott | Burnley Publik: 19 185 Domare: Graham Scott |
| 12:30 UTC+0 | 12:30 UTC+0      |         |                 |                  | Burnley Publik: 19 185 Domare: Graham Scott | Burnley Publik: 19 185 Domare: Graham Scott |

| 2           | 18 februari 2017 | Huddersfield Town | 0 – 0           | Manchester City | Kirklees Stadium                                   |                                                    |
| 15:00 UTC+0 | 15:00 UTC+0      |                   | (0 – 0) Rapport |                 | Huddersfield Publik: 24 129 Domare: Anthony Taylor | Huddersfield Publik: 24 129 Domare: Anthony Taylor |
| 15:00 UTC+0 | 15:00 UTC+0      |                   |                 |                 | Huddersfield Publik: 24 129 Domare: Anthony Taylor | Huddersfield Publik: 24 129 Domare: Anthony Taylor |
| 15:00 UTC+0 | 15:00 UTC+0      |                   |                 |                 | Huddersfield Publik: 24 129 Domare: Anthony Taylor | Huddersfield Publik: 24 129 Domare: Anthony Taylor |

| 3           | 18 februari 2017 | Middlesbrough                                                     | 3 – 2           | Oxford United                       | Riverside Stadium                                   |                                                     |
| 15:00 UTC+0 | 15:00 UTC+0      | Grant Leadbitter 26′ (str.) Rudy Gestede 34′ Cristhian Stuani 86′ | (2 – 0) Rapport | 64′ Chris Maguire 65′ Toni Martínez | Middlesbrough Publik: 28 198 Domare: Andre Marriner | Middlesbrough Publik: 28 198 Domare: Andre Marriner |
| 15:00 UTC+0 | 15:00 UTC+0      |                                                                   |                 |                                     | Middlesbrough Publik: 28 198 Domare: Andre Marriner | Middlesbrough Publik: 28 198 Domare: Andre Marriner |
| 15:00 UTC+0 | 15:00 UTC+0      |                                                                   |                 |                                     | Middlesbrough Publik: 28 198 Domare: Andre Marriner | Middlesbrough Publik: 28 198 Domare: Andre Marriner |

| 4           | 18 februari 2017 | Millwall           | 1 – 0           | Leicester City | The Den                                    |                                            |
| 15:00 UTC+0 | 15:00 UTC+0      | Shaun Cummings 90′ | (0 – 0) Rapport |                | London Publik: 18 012 Domare: Craig Pawson | London Publik: 18 012 Domare: Craig Pawson |
| 15:00 UTC+0 | 15:00 UTC+0      |                    |                 |                | London Publik: 18 012 Domare: Craig Pawson | London Publik: 18 012 Domare: Craig Pawson |
| 15:00 UTC+0 | 15:00 UTC+0      |                    |                 |                | London Publik: 18 012 Domare: Craig Pawson | London Publik: 18 012 Domare: Craig Pawson |

| 5           | 18 februari 2017 | Wolverhampton Wanderers | 0 – 2           | Chelsea                                     | Molineux Stadium                                   |                                                    |
| 17:30 UTC+0 | 17:30 UTC+0      |                         | (0 – 0) Rapport | 65′ Pedro Rodríguez Ledesma 89′ Diego Costa | Wolverhampton Publik: 30 193 Domare: Jonathan Moss | Wolverhampton Publik: 30 193 Domare: Jonathan Moss |
| 17:30 UTC+0 | 17:30 UTC+0      |                         |                 |                                             | Wolverhampton Publik: 30 193 Domare: Jonathan Moss | Wolverhampton Publik: 30 193 Domare: Jonathan Moss |
| 17:30 UTC+0 | 17:30 UTC+0      |                         |                 |                                             | Wolverhampton Publik: 30 193 Domare: Jonathan Moss | Wolverhampton Publik: 30 193 Domare: Jonathan Moss |

| 6           | 19 februari 2017 | Fulham | 0 – 3           | Tottenham Hotspur        | Craven Cottage                              |                                             |
| 14:00 UTC+0 | 14:00 UTC+0      |        | (0 – 1) Rapport | 16′, 51′, 73′ Harry Kane | London Publik: 22 557 Domare: Robert Madley | London Publik: 22 557 Domare: Robert Madley |
| 14:00 UTC+0 | 14:00 UTC+0      |        |                 |                          | London Publik: 22 557 Domare: Robert Madley | London Publik: 22 557 Domare: Robert Madley |
| 14:00 UTC+0 | 14:00 UTC+0      |        |                 |                          | London Publik: 22 557 Domare: Robert Madley | London Publik: 22 557 Domare: Robert Madley |

| 7           | 19 februari 2017 | Blackburn Rovers | 1 – 2           | Manchester United                          | Ewood Park                                       |                                                  |
| 16:15 UTC+0 | 16:15 UTC+0      | Danny Graham 17′ | (1 – 1) Rapport | 27′ Marcus Rashford 75′ Zlatan Ibrahimović | Blackburn Publik: 23 130 Domare: Martin Atkinson | Blackburn Publik: 23 130 Domare: Martin Atkinson |
| 16:15 UTC+0 | 16:15 UTC+0      |                  |                 |                                            | Blackburn Publik: 23 130 Domare: Martin Atkinson | Blackburn Publik: 23 130 Domare: Martin Atkinson |
| 16:15 UTC+0 | 16:15 UTC+0      |                  |                 |                                            | Blackburn Publik: 23 130 Domare: Martin Atkinson | Blackburn Publik: 23 130 Domare: Martin Atkinson |

| 8           | 20 februari 2017 | Sutton United | 0 – 2           | Arsenal                          | Gander Green Lane                           |                                             |
| 19:55 UTC+0 | 19:55 UTC+0      |               | (0 – 1) Rapport | 26′ Lucas Pérez 55′ Theo Walcott | London Publik: 5 013 Domare: Michael Oliver | London Publik: 5 013 Domare: Michael Oliver |
| 19:55 UTC+0 | 19:55 UTC+0      |               |                 |                                  | London Publik: 5 013 Domare: Michael Oliver | London Publik: 5 013 Domare: Michael Oliver |
| 19:55 UTC+0 | 19:55 UTC+0      |               |                 |                                  | London Publik: 5 013 Domare: Michael Oliver | London Publik: 5 013 Domare: Michael Oliver |

Omspel
| 1 (2)       | 1 mars 2017 | Manchester City                                                                         | 5 – 1           | Huddersfield Town | Etihad Stadium                                 |                                                |
| 19:45 UTC+0 | 19:45 UTC+0 | Leroy Sané 30′ Sergio Agüero 35′ (str.), 73′ Pablo Zabaleta 38′ Kelechi Iheanacho 90+1′ | (3 – 1) Rapport | 7′ Harry Bunn     | Manchester Publik: 42 425 Domare: Paul Tierney | Manchester Publik: 42 425 Domare: Paul Tierney |
| 19:45 UTC+0 | 19:45 UTC+0 |                                                                                         |                 |                   | Manchester Publik: 42 425 Domare: Paul Tierney | Manchester Publik: 42 425 Domare: Paul Tierney |
| 19:45 UTC+0 | 19:45 UTC+0 |                                                                                         |                 |                   | Manchester Publik: 42 425 Domare: Paul Tierney | Manchester Publik: 42 425 Domare: Paul Tierney |

### Slutspel

#### Slutspelsträd
|  | Kvartsfinaler     | Kvartsfinaler     |                |   | Semifinaler | Semifinaler |  |  | Final | Final |
|  |                   |                   |                |   |             |             |  |  |       |       |
|  |                   |                   |                |   |             |             |  |  |       |       |
|  |                   |                   |                |   |             |             |  |  |       |       |
|  | Arsenal           | 5                 |                |   |             |             |  |  |       |       |
|  | Arsenal           | 5                 |                |   |             |             |  |  |       |       |
|  | Lincoln City      | 0                 |                |   |             |             |  |  |       |       |
|  | Lincoln City      | 0                 | Arsenal (e.f.) | 2 |             |             |  |  |       |       |
|  |                   |                   | Arsenal (e.f.) | 2 |             |             |  |  |       |       |
|  |                   | Manchester City   | 1              |   |             |             |  |  |       |       |
|  | Middlesbrough     | Manchester City   | 1              | 0 |             |             |  |  |       |       |
|  | Middlesbrough     |                   |                | 0 |             |             |  |  |       |       |
|  | Manchester City   | 2                 |                |   |             |             |  |  |       |       |
|  | Manchester City   | 2                 | Arsenal        | 2 |             |             |  |  |       |       |
|  |                   |                   | Arsenal        | 2 |             |             |  |  |       |       |
|  |                   | Chelsea           | 1              |   |             |             |  |  |       |       |
|  | Chelsea           | Chelsea           | 1              | 1 |             |             |  |  |       |       |
|  | Chelsea           |                   |                | 1 |             |             |  |  |       |       |
|  | Manchester United | 0                 |                |   |             |             |  |  |       |       |
|  | Manchester United | 0                 | Chelsea        | 4 |             |             |  |  |       |       |
|  |                   |                   | Chelsea        | 4 |             |             |  |  |       |       |
|  |                   | Tottenham Hotspur | 3              |   |             |             |  |  |       |       |
|  | Tottenham Hotspur | Tottenham Hotspur | 3              | 6 |             |             |  |  |       |       |
|  | Tottenham Hotspur |                   |                | 6 |             |             |  |  |       |       |
|  | Millwall          | 0                 |                |   |             |             |  |  |       |       |
|  | Millwall          | 0                 |                |   |             |             |  |  |       |       |

#### Kvartsfinal
I kvartsfinalen spelades det 4 matcher. Omgångens målrikaste match var matchen mellan Tottenham Hotspur och Millwall där det gjordes hela sex mål (6–0), samma match stod även omgångens största vinst, publikrikaste matchen spelades i London, på Emirates Stadium mellan Arsenal–Lincoln City, vilken hade 59 454 åskådare på plats.
| 1           | 11 mars 2017 | Middlesbrough | 0 – 2           | Manchester City                  | Riverside Stadium                              |                                                |
| 12:15 UTC+0 | 12:15 UTC+0  |               | (0 – 1) Rapport | 3′ David Silva 67′ Sergio Agüero | Middlesbrough Publik: 32 228 Domare: Mike Dean | Middlesbrough Publik: 32 228 Domare: Mike Dean |
| 12:15 UTC+0 | 12:15 UTC+0  |               |                 |                                  | Middlesbrough Publik: 32 228 Domare: Mike Dean | Middlesbrough Publik: 32 228 Domare: Mike Dean |
| 12:15 UTC+0 | 12:15 UTC+0  |               |                 |                                  | Middlesbrough Publik: 32 228 Domare: Mike Dean | Middlesbrough Publik: 32 228 Domare: Mike Dean |

| 2           | 11 mars 2017 | Arsenal                                                                                             | 5 – 0           | Lincoln City | Emirates Stadium                             |                                              |
| 17:30 UTC+0 | 17:30 UTC+0  | Theo Walcott 45+1′ Olivier Giroud 53′ Luke Waterfall 58′ (sjm.) Alexis Sánchez 72′ Aaron Ramsey 75′ | (1 – 0) Rapport |              | London Publik: 59 454 Domare: Anthony Taylor | London Publik: 59 454 Domare: Anthony Taylor |
| 17:30 UTC+0 | 17:30 UTC+0  | |                 |              | London Publik: 59 454 Domare: Anthony Taylor | London Publik: 59 454 Domare: Anthony Taylor |
| 17:30 UTC+0 | 17:30 UTC+0  | |                 |              | London Publik: 59 454 Domare: Anthony Taylor | London Publik: 59 454 Domare: Anthony Taylor |

| 3           | 12 mars 2017 | Tottenham Hotspur                                                                     | 6 – 0           | Millwall | White Hart Lane                               |                                               |
| 14:00 UTC+0 | 14:00 UTC+0  | Christian Eriksen 31′ Son Heung-Min 41′, 54′, 90+2′ Dele Alli 72′ Vincent Janssen 79′ | (2 – 0) Rapport |          | London Publik: 31 137 Domare: Martin Atkinson | London Publik: 31 137 Domare: Martin Atkinson |
| 14:00 UTC+0 | 14:00 UTC+0  |                                                                                       |                 |          | London Publik: 31 137 Domare: Martin Atkinson | London Publik: 31 137 Domare: Martin Atkinson |
| 14:00 UTC+0 | 14:00 UTC+0  |                                                                                       |                 |          | London Publik: 31 137 Domare: Martin Atkinson | London Publik: 31 137 Domare: Martin Atkinson |

| 4           | 13 mars 2017 | Chelsea          | 1 – 0           | Manchester United | Stamford Bridge                              |                                              |
| 19:45 UTC+0 | 19:45 UTC+0  | N'Golo Kanté 51′ | (0 – 0) Rapport |                   | London Publik: 40 801 Domare: Michael Oliver | London Publik: 40 801 Domare: Michael Oliver |
| 19:45 UTC+0 | 19:45 UTC+0  |                  |                 |                   | London Publik: 40 801 Domare: Michael Oliver | London Publik: 40 801 Domare: Michael Oliver |
| 19:45 UTC+0 | 19:45 UTC+0  |                  |                 |                   | London Publik: 40 801 Domare: Michael Oliver | London Publik: 40 801 Domare: Michael Oliver |

#### Semifinal
I semifinalen spelades det 2 matcher. Omgångens målrikaste match var matchen mellan Chelsea och Tottenham Hotspur där det gjordes sex mål (4–2), samma match stod även omgångens största vinst och samtidigt även den publikrikaste matchen.
| 1           | 22 april 2017 | Chelsea                                                                  | 4 – 2           | Tottenham Hotspur            | Wembley Stadium                               |                                               |
| 17:15 UTC+1 | 17:15 UTC+1   | Willian Borges da Silva 5′, 43′ (str.) Eden Hazard 75′ Nemanja Matić 80′ | (2 – 1) Rapport | 18′ Harry Kane 52′ Dele Alli | London Publik: 86 355 Domare: Martin Atkinson | London Publik: 86 355 Domare: Martin Atkinson |
| 17:15 UTC+1 | 17:15 UTC+1   |                                                                          |                 |                              | London Publik: 86 355 Domare: Martin Atkinson | London Publik: 86 355 Domare: Martin Atkinson |
| 17:15 UTC+1 | 17:15 UTC+1   |                                                                          |                 |                              | London Publik: 86 355 Domare: Martin Atkinson | London Publik: 86 355 Domare: Martin Atkinson |

| 2           | 23 april 2017 | Arsenal                               | 0000 2 – 1 (e.fl.) | Manchester City   | Wembley Stadium                            |                                            |
| 15:00 UTC+1 | 15:00 UTC+1   | Nacho Monreal 71′ Alexis Sánchez 101′ | (0 – 0) Rapport    | 62′ Sergio Agüero | London Publik: 85 725 Domare: Craig Pawson | London Publik: 85 725 Domare: Craig Pawson |
| 15:00 UTC+1 | 15:00 UTC+1   |                                       |                    |                   | London Publik: 85 725 Domare: Craig Pawson | London Publik: 85 725 Domare: Craig Pawson |
| 15:00 UTC+1 | 15:00 UTC+1   |                                       |                    |                   | London Publik: 85 725 Domare: Craig Pawson | London Publik: 85 725 Domare: Craig Pawson |

#### Final
I finalen möttes Arsenal och Chelsea på Wembley Stadium.
| 1           | 27 maj 2017 | Arsenal                            | 2 – 1           | Chelsea         | Wembley Stadium                              |                                              |
| 17:30 UTC+1 | 17:30 UTC+1 | Alexis Sánchez 4′ Aaron Ramsey 79′ | (1 – 0) Rapport | 76′ Diego Costa | London Publik: 89 472 Domare: Anthony Taylor | London Publik: 89 472 Domare: Anthony Taylor |
| 17:30 UTC+1 | 17:30 UTC+1 |                                    |                 |                 | London Publik: 89 472 Domare: Anthony Taylor | London Publik: 89 472 Domare: Anthony Taylor |
| 17:30 UTC+1 | 17:30 UTC+1 |                                    |                 |                 | London Publik: 89 472 Domare: Anthony Taylor | London Publik: 89 472 Domare: Anthony Taylor |

## Anmärkningslista
1. ↑  Endast Walesiska lag som spelar i det engelska seriesystem. I kvalspelet fanns även lag från Guernsey med.
2. 1 2 3 4 5  Nummer på matchen. Omspelsmatcher har sitt "ordinarie" matchnummer angivet inom parentes.
3. ↑  Matchen skulle ha spelats den 4 december men då planen var frusen blev matchen inställd och uppskjuten.[2]